# Holocausto
Holocausto (em grego:  ὁλόκαυστος, holókaustos: ὅλος, "todo" e καυστον, "queimado"), também conhecido como Shoá (em hebraico:  השואה, HaShoá, "a catástrofe"; em iídiche:  חורבן, Churben ou Hurban, do hebraico para "destruição"), foi o genocídio ou assassinato em massa de cerca de seis milhões de judeus durante a Segunda Guerra Mundial, no maior genocídio do século XX, através de um programa sistemático de extermínio étnico patrocinado pelo Estado nazista, liderado por Adolf Hitler e pelo Partido Nazista e que ocorreu em todo o Terceiro Reich e nos territórios ocupados pelos alemães durante a guerra. Dos nove milhões de judeus que residiam na Europa antes do Holocausto, cerca de dois terços foram mortos; mais de um milhão de crianças, dois milhões de mulheres e três milhões de homens judeus morreram durante o período.
Apesar de ainda haver discussão sobre o uso e abrangência do termo "Holocausto" (ver abaixo), o genocídio nazista contra os judeus foi parte de um conjunto mais amplo de atos de opressão e de assassinatos em massa agregados cometidos pelo governo nazista contra vários grupos étnicos, políticos e sociais na Europa. Entre as principais vítimas não judias do genocídio estão ciganos, poloneses, comunistas, homossexuais, prisioneiros de guerra soviéticos, Testemunhas de Jeová e deficientes físicos e mentais. Segundo estimativas recentes baseadas em números obtidos desde a queda da União Soviética em 1991, um total de cerca de onze milhões de civis (principalmente eslavos) e prisioneiros de guerra foram intencionalmente mortos pelo regime nazista.
Uma rede de mais de quarenta mil instalações na Alemanha e nos territórios ocupados pelos nazistas foi utilizada para concentrar, manter, explorar e matar judeus e outras vítimas. A perseguição e o genocídio foram realizados em etapas. Várias leis para excluir os judeus da sociedade civil — com maior destaque para as Leis de Nuremberg de 1935 — foram decretadas na Alemanha antes da eclosão da Segunda Guerra Mundial na Europa. Campos de concentração foram criados e os presos enviados para lá eram submetidos a trabalho escravo até morrerem de exaustão ou por alguma doença. Quando a Alemanha ocupou novos territórios na Europa Oriental, unidades paramilitares especializadas chamadas Einsatzgruppen assassinaram mais de um milhão de judeus e adversários políticos por meio de fuzilamentos em massa. Os alemães confinaram judeus e ciganos em guetos superlotados, até serem transportados, através de trens de carga, para campos de extermínio, onde, se sobrevivessem à viagem, a maioria era sistematicamente morta em câmaras de gás. Cada ramo da burocracia alemã estava envolvido na logística que levou ao extermínio, o que faz com que alguns classifiquem o Terceiro Reich como um "um Estado genocida".
Em 2007, entrou em vigor uma lei sancionada pela União Europeia (UE) que pune com prisão quem negar o Holocausto. Em 2010, a UE também criou a base de dados europeia EHRI (em inglês:  European Holocaust Research Infrastructure) para pesquisar e unificar arquivos sobre o genocídio. A Organização das Nações Unidas (ONU) homenageia as vítimas do Holocausto desde 2005, ao tornar 27 de janeiro o Dia Internacional da Lembrança do Holocausto, por ser o dia em que os prisioneiros do campo de concentração de Auschwitz foram libertos.

## Etimologia e uso do termo

### Holocausto,Shoahe Solução Final
A palavra "holocausto" deriva da palavra grega "ὁλόκαυστον" [holokauston] grego, significando "oferta de sacrifício completamente (ὅλος) queimada (καυστον)" ou "algo queimado oferecido a um deus". Em ritos pagãos gregos e romanos, deuses da terra e do submundo recebiam animais queimados, que eram oferecidos à noite. A palavra "holocausto" foi adotada mais tarde na tradução grega da Torá para se referir ao Olah, que são ofertas de sacrifícios queimados individuais e comunais que os judeus eram obrigados a fazer nos tempos do Beit Hamicdash (Templo de Jerusalém). Na sua forma latina, holocaustum, o termo foi usado pela primeira vez com referência específica a um massacre de judeus pelos cronistas Roger de Howden e Richard de Devizes na Inglaterra do ano 1190.
Escrita em latim, Richard de Devizes, um monge do século XII, foi o primeiro cronista a registrar o uso o termo "holocaustum" na Grã-Bretanha. Durante séculos, a palavra "holocausto" foi usada para designar grandes massacres. Desde os anos 1960, o termo passou a ser usado por estudiosos e escritores para se referir especificamente ao genocídio nazista contra o povo judeu. A minissérie de televisão Holocausto ajudou a popularizar o termo na linguagem comum após 1978.
A palavra bíblica shoah (שואה; também transliterado sho'ah and shoa), que significa "calamidade", tornou-se o termo hebraico padrão para o Holocausto já em 1940, especialmente na Europa e em Israel.
Os nazistas usaram uma frase eufemística, a "Solução Final para a Questão Judaica" (em alemão:  Endlösung der Judenfrage) e a expressão Solução Final tem sido amplamente utilizada como um termo para o genocídio dos judeus. Os nazistas usaram a frase lebensunwertes Leben (indignos da vida), em referência a suas vítimas, na tentativa de justificar os assassinatos.

### Designação para vítimas não judias
Embora os termos "Shoah" e "Solução Final" sempre se refiram ao destino dos judeus durante o regime nazista, o termo "Holocausto" é usado às vezes em um sentido mais amplo para descrever outros genocídios do nazismo e outros regimes. A Columbia Encyclopedia define "Holocausto" como o "nome dado ao período de perseguição e extermínio de judeus europeus pela Alemanha nazista". A Microsoft Encarta fornece uma definição semelhante. A Encyclopædia Britannica define "Holocausto" como "o assassinato sistemático patrocinado pelo Estado de seis milhões de judeus homens, mulheres e crianças, e milhões de outros pela Alemanha nazista e seus colaboradores durante a Segunda Guerra Mundial", embora o artigo faça uma extensão: "os nazistas também perseguiram os ciganos. Eles foram o único outro grupo que os nazistas mataram sistematicamente em câmaras de gás, juntamente com os judeus".
Os estudiosos estão divididos sobre se o termo Holocausto deve ser aplicado a todas as vítimas do assassinato em massa nazista, como um sinônimo de Shoah ou "Solução Final da Questão Judaica", ou se o termo deve abranger a matança de povos ciganos, poloneses, as mortes de prisioneiros de guerra soviéticos, eslavos, homossexuais, testemunhas de Jeová, os deficientes e adversários políticos.
A inclusão de vítimas não judias dos nazistas no termo "Holocausto" é contestada por muitas pessoas, como Elie Wiesel e por organizações como a Yad Vashem, criada para homenagear as vítimas do Holocausto. Elas dizem que a palavra foi originalmente concebida para descrever o extermínio dos judeus e que o Holocausto judeu foi um crime em uma escala tal, e de tal totalidade e especificidade, como a culminação da longa história do antissemitismo europeu, que não deve ser incluído em uma categoria geral com todos os outros crimes cometidos pelos nazistas.

## Desenvolvimento e execução

### Origem

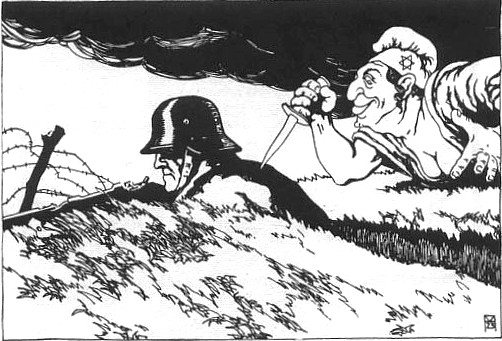
Ilustração austríaca de 1919 da Lenda da Punhalada pelas Costas

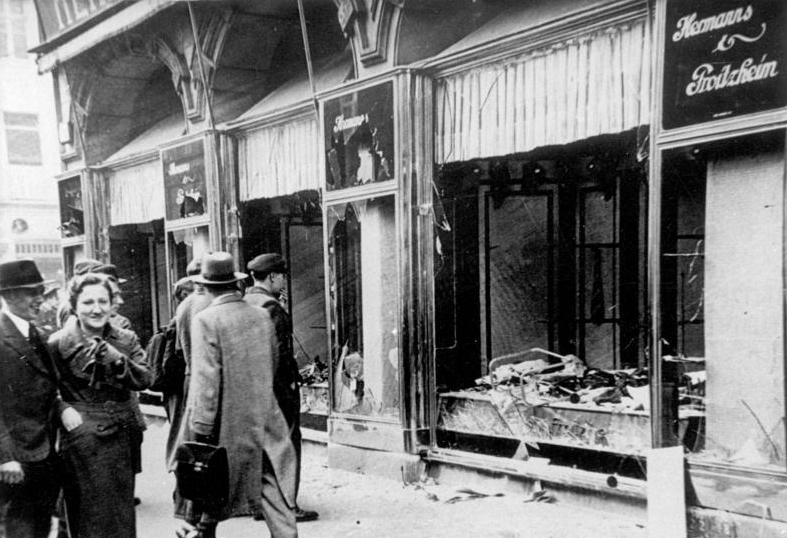
Loja destruída após a Noite dos Cristais, em 1938

Yehuda Bauer, Raul Hilberg e Lucy Dawidowicz sustentam que a partir da Idade Média, a sociedade e a cultura alemã tornaram-se repletas de aspectos antissemitas e que havia uma ligação ideológica direta entre os pogroms medievais e os campos de extermínio nazistas.
A segunda metade do século XIX viu o surgimento na Alemanha e na Áustria-Hungria do movimento völkisch, desenvolvido por pensadores como Houston Stewart Chamberlain e Paul de Lagarde. O movimento apresentava um racismo com uma base biológica pseudocientífica, onde os judeus eram vistos como uma raça em um combate mortal com a raça ariana pela dominação do mundo. O antissemitismo völkisch inspirou-se em estereótipos do antissemitismo cristão, mas difere dele porque os judeus eram considerados uma raça, não uma religião.
Em um discurso perante o Reichstag em 1895, o líder völkisch Hermann Ahlwardt chamou os judeus de "predadores" e de "bacilos da cólera", que deviam ser "exterminados" para o bem do povo alemão. Em seu livro best-seller Wenn ich der Kaiser wär (Se eu fosse o Kaiser), de 1912, Heinrich Class, o líder do grupo völkisch Alldeutscher Verband, pediu que todos os judeus alemães fossem destituídos de sua cidadania e fossem reduzidos à Fremdenrecht (estrangeiro). Class também pediu que os judeus fossem excluídos de todos os aspectos da vida alemã, proibidos de possuir terras, ocupar cargos públicos ou de participar do jornalismo, de bancos e de profissões liberais. Class definia como judeu alguém que era membro da religião judaica no dia em que o Império Alemão foi proclamado em 1871 ou qualquer pessoa com pelo menos um avô judeu.
Durante o Império Alemão, o movimento völkisch e o racismo pseudocientífico tornaram-se comuns e aceitos por toda a Alemanha, sendo que as classes profissionais educadas do país, em particular, adotaram uma ideologia de desigualdade humana. Embora os partidos völkisch tenham sido derrotados em eleições para o Reichstag em 1912, sendo quase dizimados, o antissemitismo foi incorporado nas plataformas dos principais partidos políticos do país. O Partido Nacional Socialista dos Trabalhadores Alemães (Partido Nazista; NSDAP) foi fundado em 1920 como um desdobramento do movimento völkisch e adotou a ideologia antissemita.
Grandes mudanças científicas e tecnológicas na Alemanha durante o século XIX e início do século XX, juntamente com o crescimento do Estado de bem-estar social, criaram esperanças generalizadas de que a utopia estava próxima e que em breve todos os problemas sociais poderiam ser resolvidos. Ao mesmo tempo, era comum a visão de mundo racista, darwinista social e eugenista que classificava algumas pessoas como biologicamente superiores a outras.

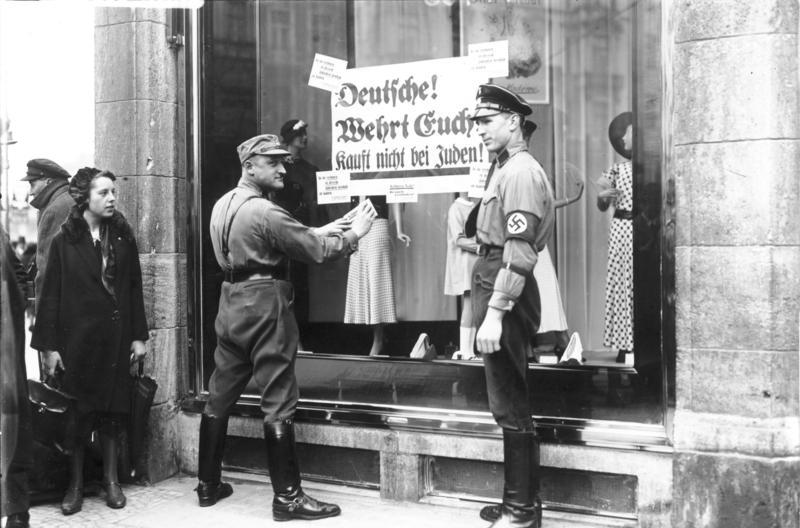
Soldados nazistas em frente a uma loja em Berlim colando uma placa com os dizeres: "Alemães! Defendam-se! Não comprem de judeus" ("Deutsche! Wehrt Euch! Kauft nicht bei Juden!")

O historiador Detlev Peukert afirma que o Holocausto não foi resultado apenas do antissemitismo, mas foi um produto da "radicalização cumulativa", em que "numerosas correntes menores" alimentavam a "corrente principal", o que levou ao genocídio. Após a Primeira Guerra Mundial, o clima otimista pré-guerra deu lugar à desilusão conforme os burocratas alemães perceberam que os problemas sociais eram mais insolúveis do que pensavam, o que os levou a colocar uma ênfase maior em salvar os biologicamente "aptos", enquanto os biologicamente "inaptos" deviam ser eliminados.
Cerca de 100 mil soldados judeus alemães, lutaram pelo império alemão durante a I Guerra Mundial. Em 1919, foi criada a Reichsbund jüdischer Frontsoldaten (associação de soldados judeus alemães veteranos de guerra). Seu objetivo era combater a Dolchstoßlegende ("Lenda da Punhalada pelas Costas") que acusava os judeus, entre outros, de serem traidores da pátria e culpados pela derrota alemã. Em torno de 12 mil soldados judeus morreram durante a guerra, servindo no Exército Imperial Alemão.
As tensões econômicas da Grande Depressão levaram muitos na comunidade médica alemã a defender a ideia de eutanásia de deficientes físicos e mentais "incuráveis", como medida de economia de custos para liberar dinheiro para outros pacientes. Até os nazistas chegarem ao poder em 1933, já existia uma tendência na política social alemã para salvar os racialmente "valiosos", enquanto buscava livrar a sociedade dos "indesejáveis".
A propaganda nazista esforçava-se para apresentar o judeu como o grande inimigo do Reich e do povo alemão. Em 1935, num destes esforços, o ministro da propaganda do III Reich, Joseph Goebbels, escolheu Hessy Levinsons Taft como o modelo de "bebê ariano ideal". Entretanto, ele não sabia que ela na realidade, era uma criança judia.
Hitler deixava seu ódio aos judeus explícito. Em seu livro Mein Kampf, ele avisou sobre sua intenção de expulsá-los da vida política, intelectual e cultural da Alemanha. Ele não escreveu que iria tentar exterminá-los, mas acredita-se que ele tenha sido mais explícito em privado. Já em 1922, ele teria dito ao major Joseph Hell, na época um jornalista:
Assim que eu realmente estiver no poder, minha primeira e mais importante tarefa será a aniquilação dos judeus. Tão logo eu tenha o poder de fazer isso, eu terei forcas construídas em fileiras - na Marienplatz em Munique, por exemplo, tantas quantas o tráfego permitir. Então os judeus serão enforcados indiscriminadamente, e eles continuarão pendurados até federem; eles ficarão pendurados lá tanto tempo quanto os princípios da higiene permitirem. Assim que eles tiverem sido desamarrados, o próximo lote será enforcado, e assim por diante da mesma maneira, até que o último judeu em Munique tiver sido exterminado. Outras cidades farão o mesmo, precisamente dessa maneira, até que toda a Alemanha tenha sido completamente limpa de judeus.

### Reassentamento e deportação

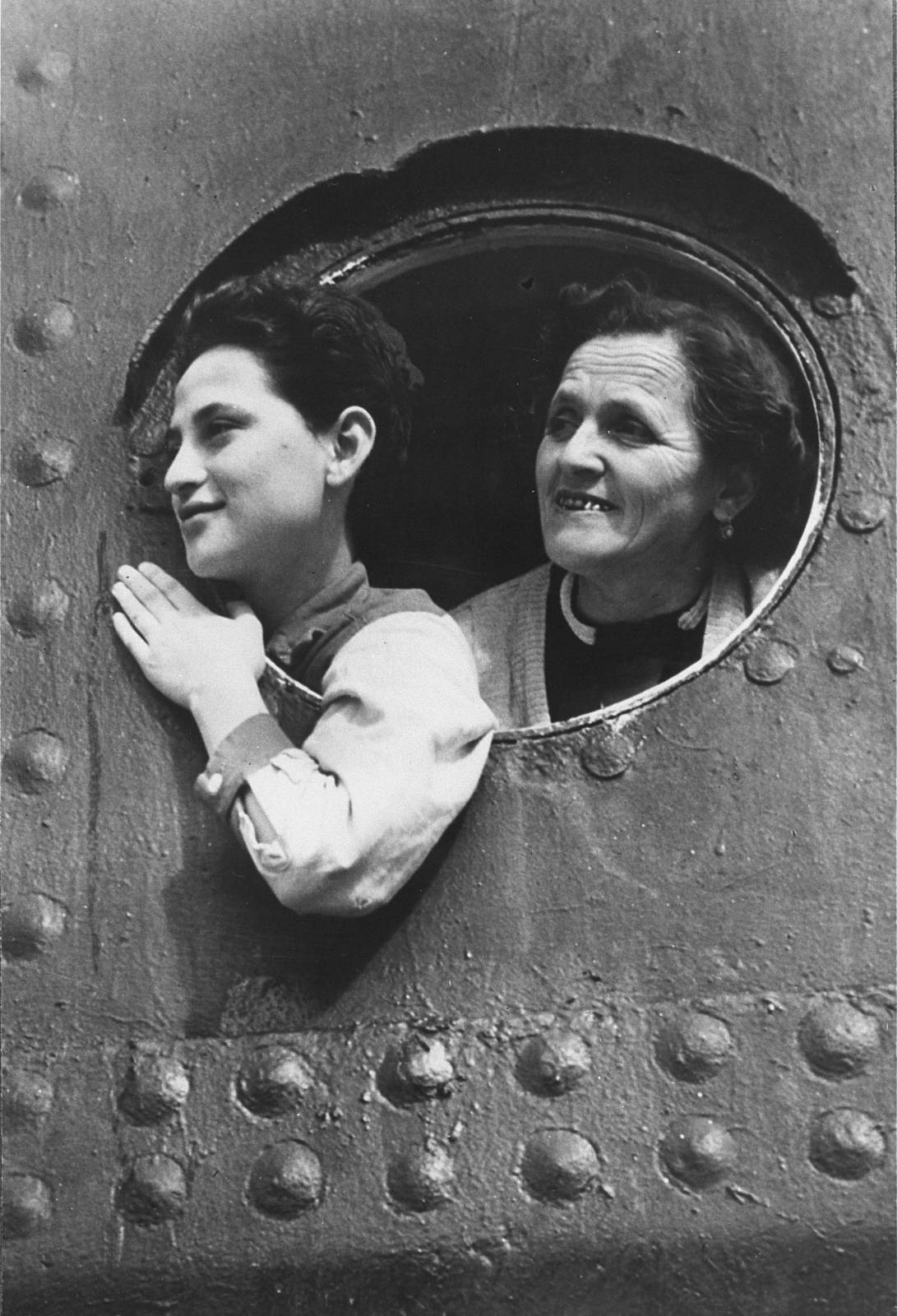
Refugiadas judias a bordo do MS St. Louis enquanto a embarcação atracava no porto de Havana, Cuba, em 1939. A entrada dos mais de 900 refugiados judeus no navio foi recusada pelos governos de Cuba, Estados Unidos e Canadá

Antes da guerra, os nazistas consideravam a deportação em massa de judeus alemães (e, posteriormente, de judeus de toda a Europa) para fora do continente europeu. A aprovação do Plano Schacht (1938-9) por Hitler e a fuga contínua de milhares de judeus dos domínios nazistas durante um longo período, quando então tal plano mostrou-se ineficaz, indicam que a escolha de promover um genocídio sistemático surgiu apenas mais tarde entre os líderes nazistas.
Planos para recuperar antigas colônias alemãs — como Tanganyika e Sudoeste Africano — através do reassentamento judaico foram interrompidos por Hitler, que argumentou que não existe lugar onde "tanto sangue dos heroicos alemães havia sido derramado" que deva ser disponibilizado como residência para os "piores inimigos dos alemães". Esforços diplomáticos foram realizados para convencer as outras ex-potências coloniais, principalmente o Reino Unido e a França, a aceitarem os judeus expulsos em suas colônias. As áreas consideradas para o possível reassentamento de judeus incluíam o Mandato Britânico na Palestina, a Abissínia italiana, a Rodésia britânica, o Madagascar francês e a Austrália.
Dessas áreas, Madagascar foi o mais seriamente discutido. Heydrich chamou de "Plano Madagáscar" uma "solução final territorial"; era um local remoto e as condições desfavoráveis da ilha iriam acelerar as mortes. Aprovado por Hitler em 1938, o planejamento do reassentamento foi realizado pelo escritório de Adolf Eichmann, só sendo abandonado quando o extermínio em massa de judeus começou em 1941. Embora fantástico em  retrospectiva, este plano constituiu um passo psicológico importante no caminho para o Holocausto. O fim do Plano Madagáscar foi anunciado em 10 de fevereiro de 1942. O Ministério do Exterior alemão deu a explicação oficial de que, devido à guerra com a União Soviética, os judeus estavam sendo "enviados para o leste".
Os burocratas nazistas também desenvolveram planos para deportar os judeus da Europa para a Sibéria. A Palestina foi o único local onde qualquer plano de reassentamento nazista conseguiu produzir resultados significativos, por meio de um acordo iniciado em 1933 entre a Federação Sionista da Alemanha (die Zionistische Vereinigung für Deutschland) e o governo nazista, o Acordo Haavara. Este acordo resultou na transferência de cerca de sessenta mil judeus alemães e de cem milhões de dólares da Alemanha para a Palestina, até a eclosão da Segunda Guerra Mundial.

### Campos de concentração e trabalho forçado (1933–1945)

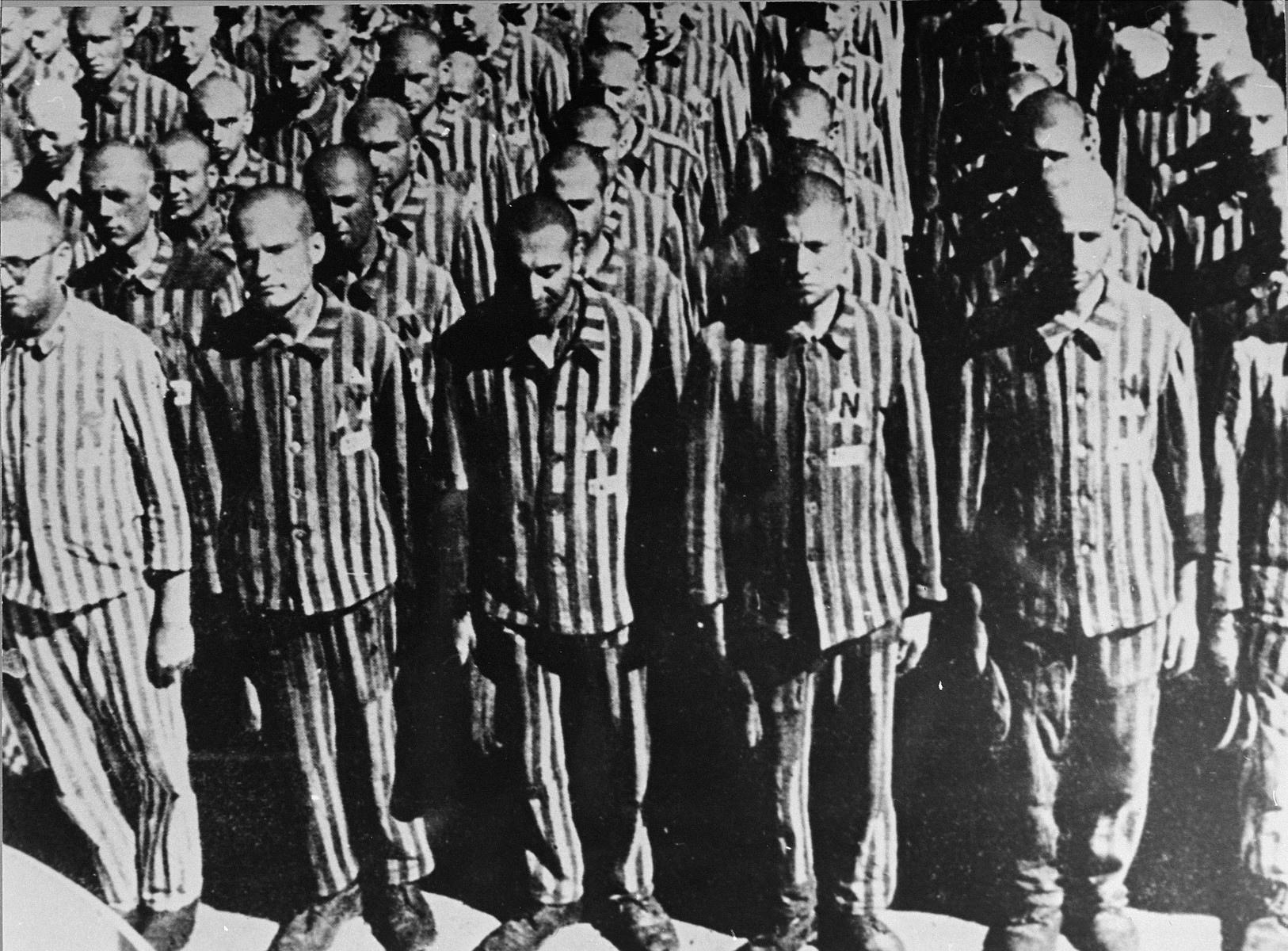
Prisioneiros do campo de concentração de Buchenwald em 1941

Desde o início do Terceiro Reich campos de concentração foram criados, inicialmente como locais de encarceramento. Embora a taxa de mortalidade nos campos de concentração fosse elevada (de 50%), eles não eram projetados para serem centros de matança. (Em 1942, seis grandes campos de extermínio foram estabelecidos pelos nazistas na Polônia ocupada, que foram construídos exclusivamente para extermínios em massa). Depois de 1939, os campos tornaram-se cada vez mais lugares onde os judeus e prisioneiros de guerra eram mortos ou obrigados a trabalhar como escravos, ficavam desnutridos e eram torturados. Estima-se que os alemães tenham estabelecido cerca de quinze mil campos e subcampos nos países ocupados, a maioria no leste da Europa. Novos campos foram fundados em áreas com grande populações de judeus, poloneses intelligentsia, comunistas ou ciganos, incluindo dentro da Alemanha. O transporte dos presos era muitas vezes realizado em condições horríveis, usando vagões ferroviários de carga, onde muitos morriam antes de chegar ao destino.
A morte através do trabalho era uma política de extermínio sistemático - os presos tinham que, literalmente, trabalhar até a morte, ou trabalhar até a exaustão física, quando seriam então levados para as câmaras de gás, aos gaswagen (caminhões de gás) ou fuzilados. O trabalho escravo foi utilizado na indústria da guerra, por exemplo, na produção dos foguetes V-2.
No momento da admissão, alguns campos de concentração tatuavam os prisioneiros com uma identificação. Aqueles que estavam aptos para o trabalho eram despachados para turnos de doze a catorze horas. Antes e depois havia revistas que às vezes podiam durar horas, com os presos regularmente morrendo por exposição.

### Guetos (1940–1945)

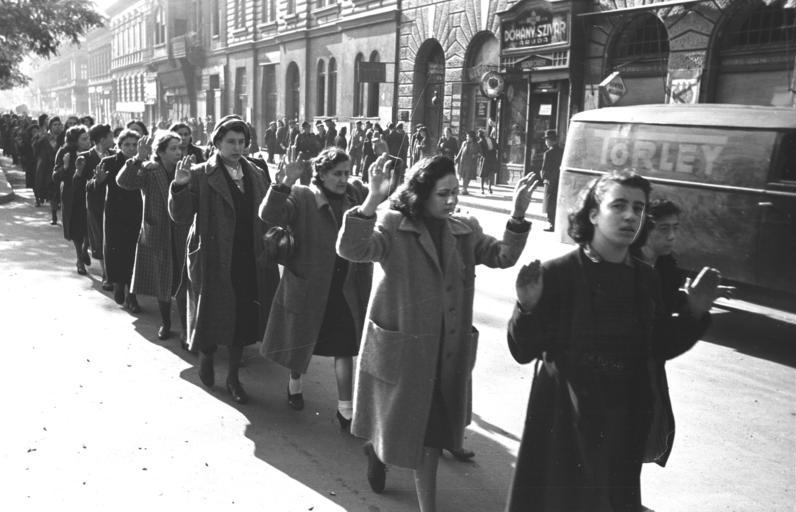
Mulheres judias capturadas no Gueto de Budapeste, outubro de 1944

Após a invasão da Polônia, os nazistas estabeleceram guetos em que judeus e alguns ciganos foram confinados até serem finalmente enviados para campos de extermínio. A primeira ordem para a criação dos guetos veio em uma carta datada de 29 de setembro de 1939 a partir de Heydrich para os líderes dos Einsatzgruppen. Cada gueto era administrado por um Judenrat (Conselho Judaico) composto por líderes da comunidade judaica alemã, que eram responsáveis pelo dia a dia do gueto, como a distribuição de alimentos, água, remédios e abrigo. A estratégia básica adotada pelos conselhos era de uma tentativa de minimizar as perdas, em grande parte, cooperando com as autoridades nazistas (ou seus substitutos), aceitando o tratamento cada vez mais terrível e pedindo por melhores condições e clemência.
Os conselhos também eram responsáveis por fazer os arranjos para as deportações dos judeus para campos de extermínio, portanto, o momento definidor que testou a coragem e o caráter de cada Judenrat veio quando eles foram convidados a fornecer uma lista de nomes do próximo grupo a ser deportado para os campos. Os membros do Judenrat tentavam métodos como suborno, obstrução, súplica e argumentação, até que, finalmente, uma decisão tinha de ser tomada. Alguns, como Chaim Rumkowski, argumentam que a sua responsabilidade era salvar os judeus que poderiam ser salvos, e que, portanto, outros tinham que ser sacrificados, enquanto outros afirmam que, seguindo Maimônides, nenhum indivíduo que não tenha cometido um crime capital deveria ser entregue. Líderes dos Judenrat, como o Dr. Joseph Parnas em Lviv, que se recusaram a compilar uma lista foram baleados. Em 14 de outubro de 1942, todo o Judenrat de Byaroza cometeu suicídio em vez de cooperar com as deportações.

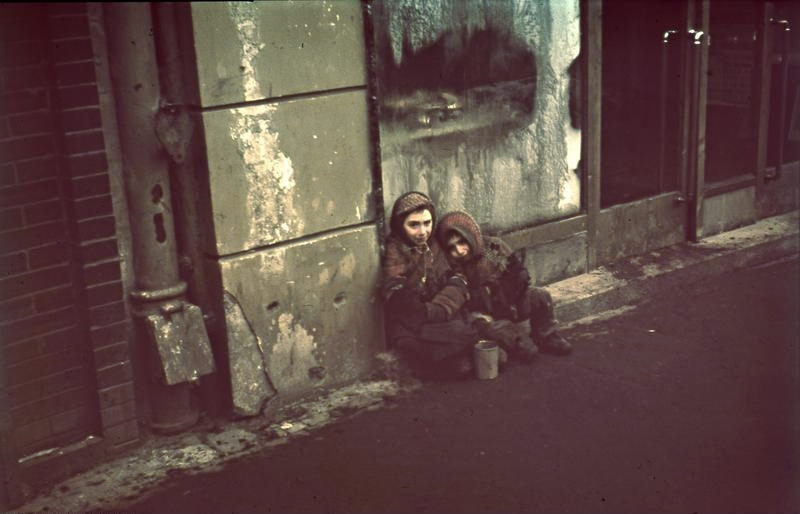
Crianças famintas em uma das ruas do Gueto de Varsóvia, 1940

A importância dos conselhos no sentido de facilitar a perseguição e o assassinato de habitantes dos guetos não se perdia nos alemães: um oficial foi enfático ao dizer que "a autoridade do conselho judaico deve ser mantida e reforçada em todas as circunstâncias" e que "os judeus que desobedecem as instruções do Conselho Judaico devem ser tratados como sabotadores". Quando essa cooperação se desintegrou, como aconteceu no gueto de Varsóvia após a Organização Judia de Combate tomar a autoridade do conselho, os alemães perderam o controle. No gueto de Varsóvia, houve uma enfermeira, chamada Irena Sendler, que lutou ao lado dos judeus, salvando mais de 2 500 crianças durante esse período.
O gueto de Varsóvia era o maior, com 380 mil pessoas, o gueto de Lodz era o segundo maior, com 160 mil presos. Eles eram, na verdade, imensas prisões superlotadas, descritas por Michael Berenbaum como instrumentos de um "assassinato lento e passivo". Embora o gueto de Varsóvia fosse ocupado por 30% da população da capital polaca, ele ocupava apenas 2,4% da área da cidade, com uma média de 9,2 pessoas por quarto. Entre 1940 e 1942, fome e doenças, especialmente a febre tifoide, mataram centenas de milhares de pessoas. Mais de 43 mil moradores do gueto de Varsóvia morreram ali em 1941, mais de um em dez; em Theresienstadt, mais da metade dos moradores morreu em 1942.
Os alemães chegaram, a polícia e eles começaram a bater nas casas: "Raus, raus, raus, Juden raus."... Um bebê começou a chorar... O outro bebê começou a chorar. Então, uma mãe urinou na mão e deu ao bebê como bebida para ele ficar quieto... [Quando a polícia foi embora] Eu disse para a mãe sair. E um bebê estava morto... de medo, a mãe sufocou seu próprio bebê.— Abraham Malik, ao descrever a sua experiência no Gueto de Kovno
Himmler ordenou o início das deportações em 19 de julho de 1942 e, três dias depois, em 22 de julho, as deportações do gueto de Varsóvia começaram e se estenderam ao longo dos seguintes 52 dias, até 12 de setembro, quando trezentas mil pessoas, apenas de Varsóvia, foram deportadas em trens de carga para o campo de extermínio de Treblinka. Muitos outros guetos foram completamente esvaziados.
A primeira revolta em um gueto ocorreu em setembro de 1942, na pequena cidade de Łachwa, no sudeste da Polônia. Embora tentativas de resistência armada tenham surgido nos guetos maiores em 1943, como o Levante do Gueto de Varsóvia e do Gueto de Bialystok, em todos os casos elas não conseguiram lutar contra a esmagadora força militar nazista e os judeus rebeldes foram mortos ou deportados para os campos de extermínio.

### Conferência de Wannsee e Solução Final (1942–1945)

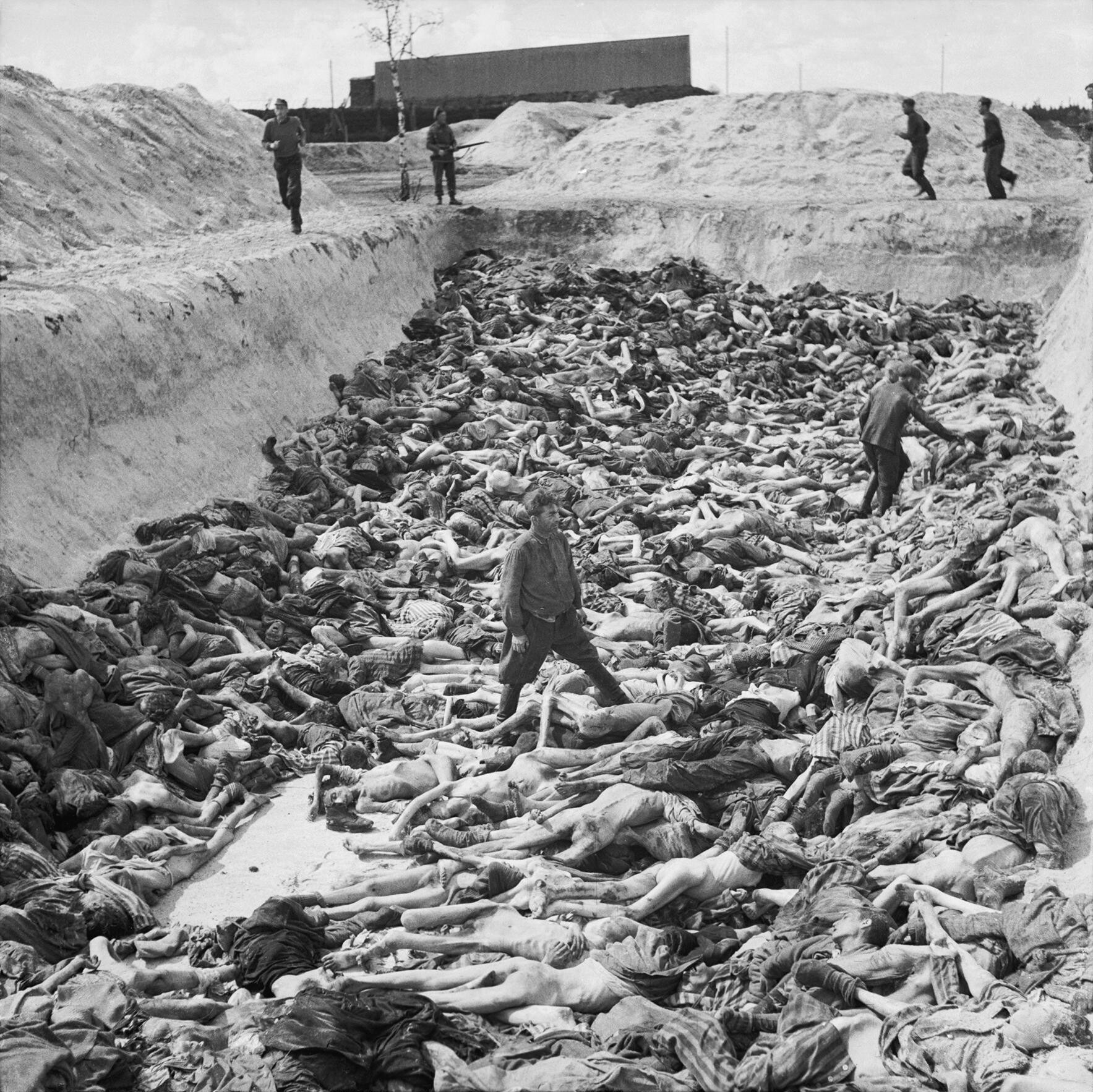
Uma vala comum dentro do campo de extermínio de Bergen-Belsen

A Conferência de Wannsee foi convocada por Reinhard Heydrich em 20 de janeiro de 1942, no subúrbio de Wannsee, em Berlim, e reuniu cerca de 15 líderes nazistas que incluíam uma série de secretários de Estado, altos funcionários, líderes do partido, oficiais da SS e outros líderes de departamentos governamentais que eram responsáveis pelas políticas que estavam ligadas às "questões judaicas". O objetivo inicial da reunião era discutir planos para uma solução abrangente para a "questão judaica na Europa". Heydrich pretendia "delinear os assassinatos em massa nos vários territórios ocupados... como parte de uma solução para a questão judaica europeia ordenada por Hitler... para garantir que eles e, especialmente, a burocracia ministerial, iriam compartilhar conhecimento e responsabilidade por esta política".
A cópia da ata que foi elaborada por Eichmann sobreviveu, mas, por instruções de Heydrich, foram escritas em "linguagem eufemística". Assim, as palavras exatas usadas na reunião não são conhecidas. No entanto, Heydrich liderou a reunião, indicando que a política de emigração tinha sido substituída por uma política de evacuação de judeus para o leste. Isto foi visto como sendo apenas uma solução temporária que levaria a uma solução final que envolveria os cerca de onze milhões de judeus que viviam não só em territórios controlados pelos alemães, mas pelos principais países do resto do mundo, como Reino Unido e Estados Unidos. Há pouca dúvida sobre o que a Solução Final foi: "Heydrich também deixou claro o que foi entendido pela expressão "Solução Final": os judeus deviam ser aniquilados através de uma combinação de trabalho forçado e assassinato em massa.".
Os oficiais foram informados de que havia 2,3 milhões de judeus no Governo Geral, 850 mil na Hungria, 1,1 milhão nos outros países ocupados e de até cinco milhões na União Soviética, apesar de dois milhões destes estarem em áreas ainda sob controle soviético — um total de cerca de 6,5 milhões. Estes seriam todos transportados de trem para os campos de extermínio (Vernichtungslager) na Polônia, onde quase todos eles seriam imediatamente enviados para as câmaras de gás. Em alguns campos, como Auschwitz, aqueles que estavam aptos para trabalhar eram mantidos vivos por um tempo, mas todos acabavam mortos em algum momento.

### Tentativas de ocultação

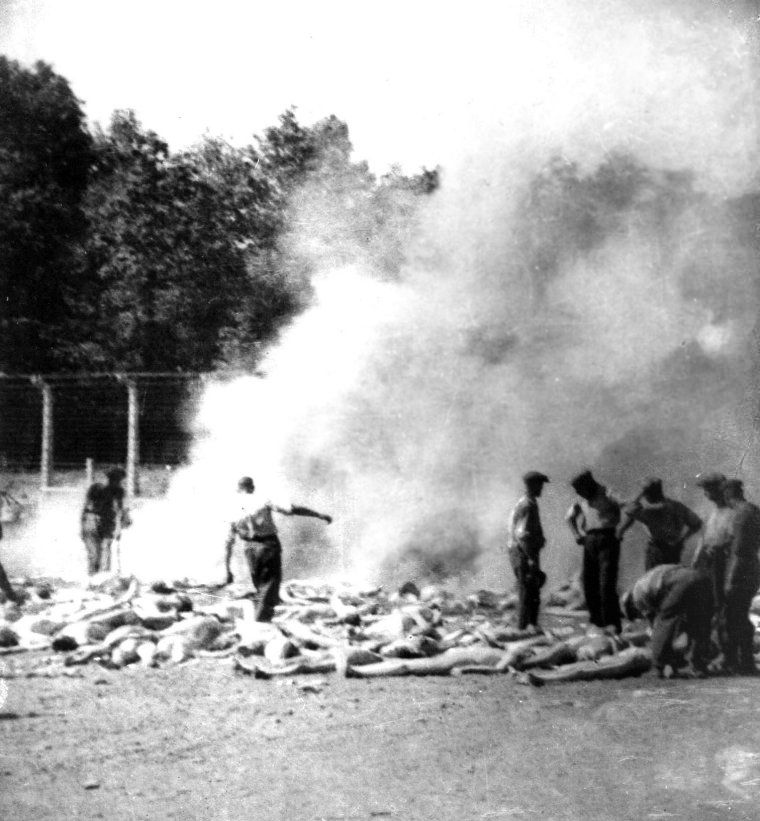
Cremação de corpos em Auschwitz. Foto feita secretamente por Alberto Errera em Agosto de 1944 (ver: Fotografias do Sonderkommando)

Evidências indicam que, quando a derrota tornou-se evidente e que os líderes nazistas, provavelmente, seriam capturados e levados a julgamento, um grande esforço coordenado foi feito para destruir todas as provas do extermínio em massa. Tal esforço foi denominado, "Kommando 1005 - Sonderaktion 1005".
Em novembro de 1942, no escritório de Eichmann em Berlim, conheci o Standartenführer Paul Blobel, que era líder do Kommando 1005, que foi especialmente designado para remover todos os vestígios da solução final (extermínio) do problema judaico pelos Einsatzgruppen e todas as outras execuções. O Kommando 1005 operou pelo menos desde o outono de 1942 até setembro de 1944 e foi todo esse período subordinado a Eichmann. A missão foi constituída depois que se tornou evidente que a Alemanha não seria capaz de manter todo o território ocupado no Leste e foi considerado necessário remover todos os vestígios das execuções criminosas que haviam sido cometidas. Enquanto estava em Berlim em novembro de 1942, Plobel deu uma palestra para a equipe de especialistas de Eichmann sobre a questão judaica dos territórios ocupados. Ele falou sobre os incineradores especiais que construiu pessoalmente para uso no trabalho do Kommando 1005. Era sua tarefa particular abrir as sepulturas, remover e cremar os corpos de pessoas que haviam sido executadas anteriormente. O Kommando 1005 operou na Rússia, Polônia e na região do Báltico. Eu vi Plobel novamente na Hungria em 1944 e ele declarou a Eichmann na minha presença que a missão do Kommando 1005 havia sido completada.— Dieter Wisliceny, em 3 de Janeiro de 1946, diante do Tribunal de Nuremberg.

### Libertação

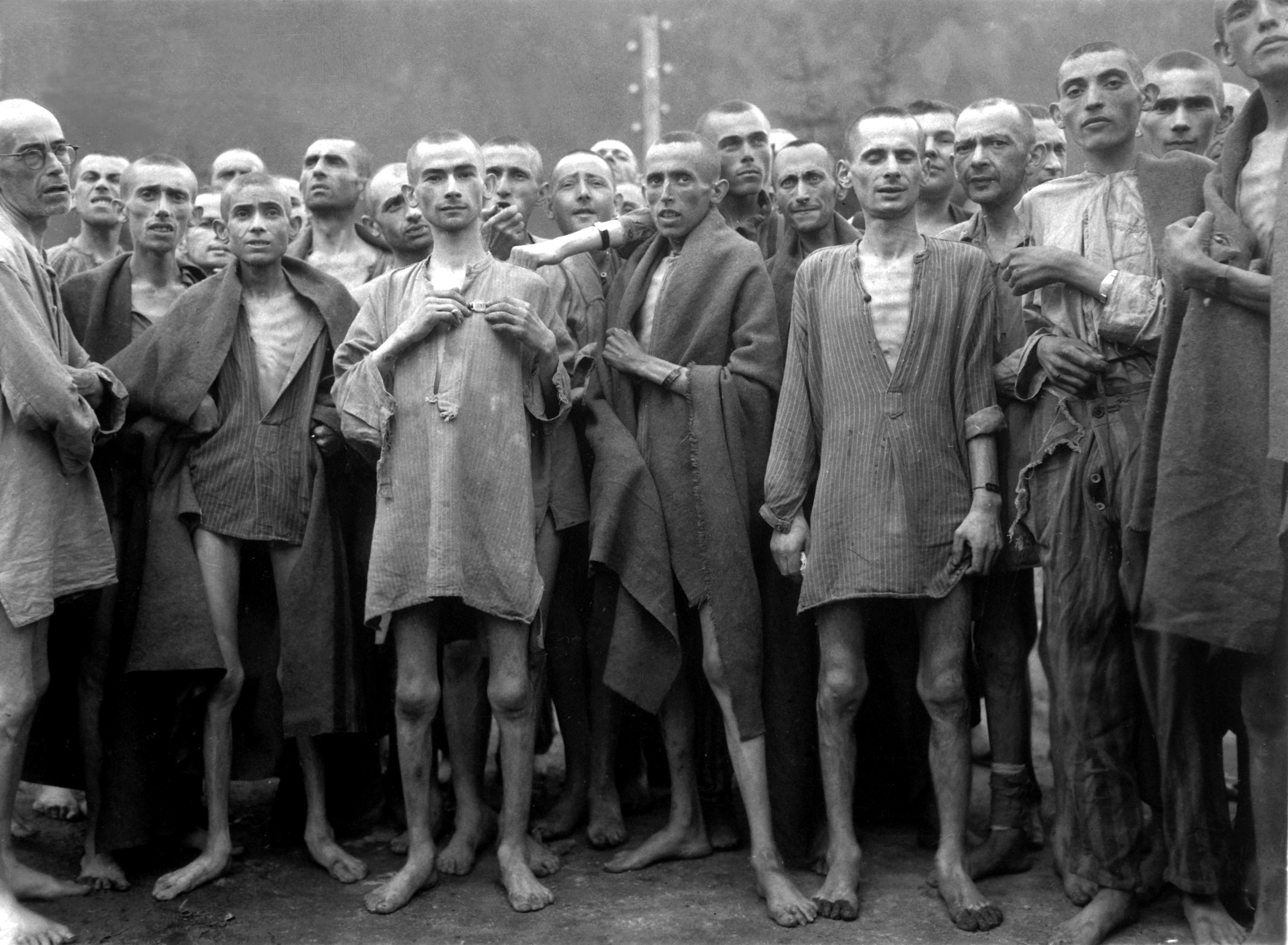
Prisioneiros famintos no campo Mauthausen, em Ebensee, Áustria, libertados pelas forças estadunidenses em 5 de maio de 1945

O primeiro grande campo, Majdanek, foi descoberto pelos soviéticos em 23 de julho de 1944. Chełmno foi libertado pelos soviéticos em 20 de janeiro de 1945. Auschwitz foi libertado, também pelos soviéticos, em 27 de janeiro de 1945; Buchenwald pelos estadunidenses em 11 de abril; Bergen-Belsen pelos britânicos em 15 de abril; Dachau pelos estadunidenses em 29 de abril; Ravensbrück pelos soviéticos no mesmo dia; Mauthausen pelos estadunidenses em 5 de maio e Theresienstadt pelos soviéticos em 8 de maio. Treblinka, Sobibor e Bełżec nunca foram libertados, mas foram destruídos pelos nazistas. Em 1943, o Coronel William W. Quinn do 7.º Exército dos Estados Unidos disse sobre Dachau: "Lá nossas tropas encontraram visões, sons e fedores horríveis além da imaginação, crueldades tão grandes a ponto de serem incompreensíveis para a mente normal".
Na maioria dos campos descobertos pelos soviéticos, quase todos os presos já tinham sido removidos, deixando apenas alguns milhares de pessoas vivas — 7 600 detentos foram encontrados em Auschwitz, incluindo 180 crianças que haviam passado por experimentos médicos. Cerca de sessenta mil prisioneiros foram descobertos em Bergen-Belsen pela 11.ª Divisão Blindada britânica, treze mil cadáveres jaziam insepultos e outros dez mil morreram de tifo ou desnutrição nas semanas seguintes. Os britânicos forçaram os guardas restantes da SS a recolher os cadáveres e colocá-los em valas comuns.
Richard Dimbleby, um correspondente da BBC, descreveu as cenas que o saudaram em Bergen-Belsen:
Aqui mais de um acre de terra coberto por leigos mortos e moribundos. Você não podia ver quem era quem... Um anônimo vivo deitado com a cabeça contra os cadáveres moveu a terrível e fantasmagórica procissão de pessoas magras, sem rumo, sem nada para fazer e sem nenhuma esperança de vida, incapazes de se moverem para fora do seu caminho, incapazes de olhar para os locais terríveis ao redor delas... Bebês nasceram aqui, pequenas coisas enrugadas que não poderiam viver... A mãe, enlouquecida, gritou para um sentinela britânico dar leite ao seu filho e empurrou o pequeno em seus braços... Ele abriu o pacote e encontrou o bebê que já estava morto há dias. Este dia em Belsen foi o mais horrível da minha vida.

## Características principais

### Apoio institucional

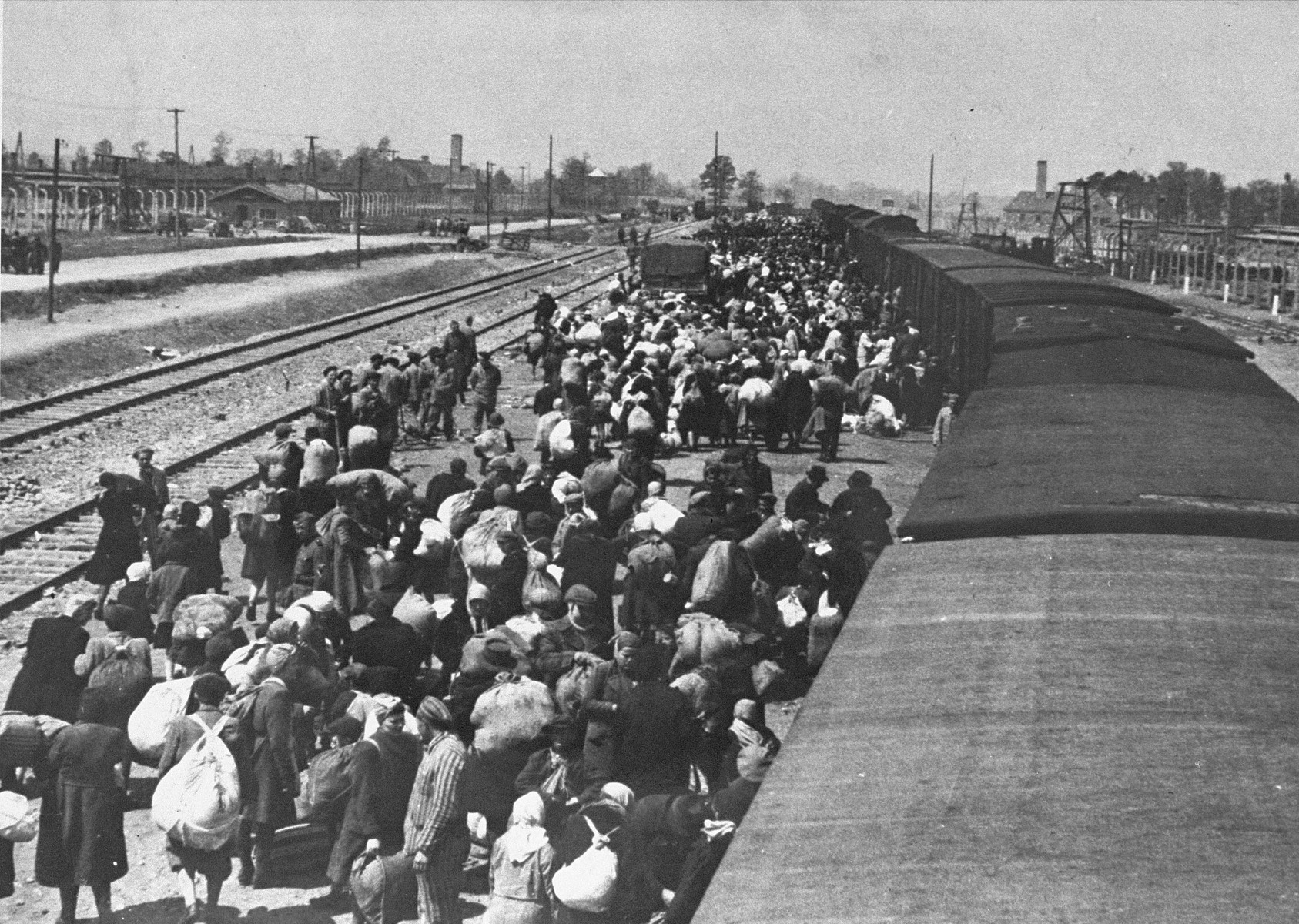
Judeus da Transcarpátia desembarcando em Auschwitz-Birkenau, maio de 1944

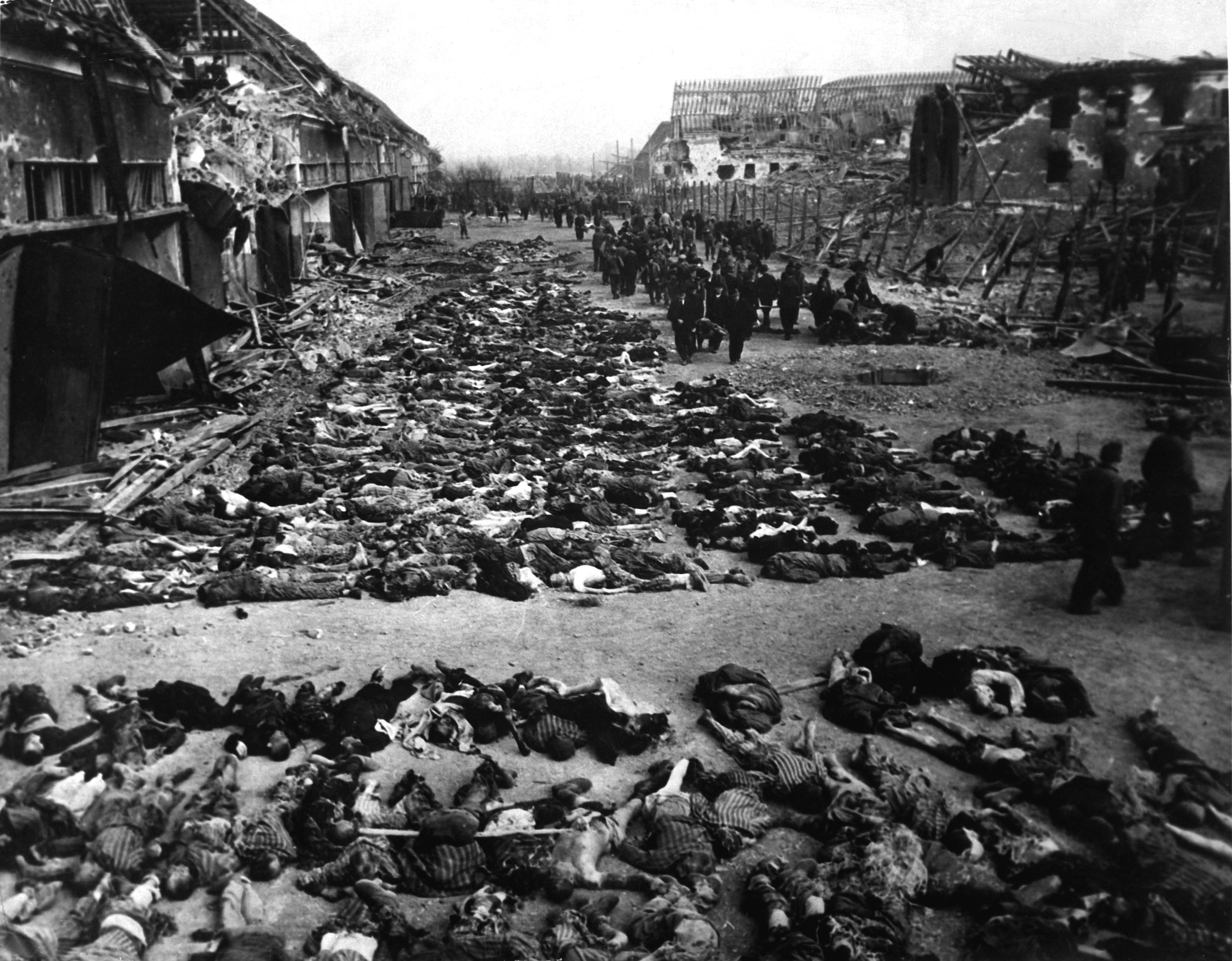
Fileiras de corpos enchem o campo de concentração de Nordhausende, Alemanha, 12 de abril de 1945

O historiador norte-americano Michael Berenbaum afirma que a Alemanha tornou-se um "Estado genocida".
Cada braço da sofisticada burocracia do país estava envolvido no processo de matança. Igrejas paroquiais e o Ministério do Interior forneciam registros de nascimento mostrando quem era judeu; os Correios entregaram ordens de deportação e de desnaturalização; o Ministério das Finanças confiscou propriedades judaicas; empresas alemãs demitiram trabalhadores judeus e acionistas judeus foram marginalizados.
As universidades se recusavam a aceitar judeus, negavam diploma para aqueles que já estavam estudando e demitiam acadêmicos judeus; companhias de transportes públicos organizaram trens de carga para deportar as vítimas para os campos; as empresas farmacêuticas alemãs testaram drogas nos prisioneiros dos campos; empresas participaram das licitações para a construção dos crematórios; listas detalhadas de vítimas foram elaboradas utilizando máquinas de cartões perfurados da empresa Dehomag (IBM Alemanha), produzindo registros meticulosos dos assassinatos. Quando os prisioneiros entravam nos campos de extermínio, eles eram forçados a entregar toda a sua propriedade pessoal, que era catalogada e etiquetada antes de ser enviada para a Alemanha para ser reutilizada ou reciclada. Berenbaum escreve que a Solução Final para a "questão judaica" foi "aos olhos dos autores... a maior conquista da Alemanha". Através de uma conta oculta, o banco nacional alemão ajudou a lavar objetos de valor roubados das vítimas.
O historiador israelense Saul Friedländer escreve que: "Nem um grupo social, nenhuma comunidade religiosa, instituição acadêmica ou associação profissional na Alemanha e em toda a Europa declarou a sua solidariedade para com os judeus". Ele afirma que algumas igrejas cristãs declararam que os judeus convertidos deviam ser considerados como parte dos seus fiéis, mas, mesmo assim, só até certo ponto. Friedländer argumenta que isso torna o Holocausto diferente, porque as políticas antissemitas eram capazes de se desenvolver sem a interferência de outras forças de compensação do tipo que são normalmente encontradas em sociedades avançadas, como a indústria, as pequenas empresas e grupos de lobby.

### Ideologia e escala

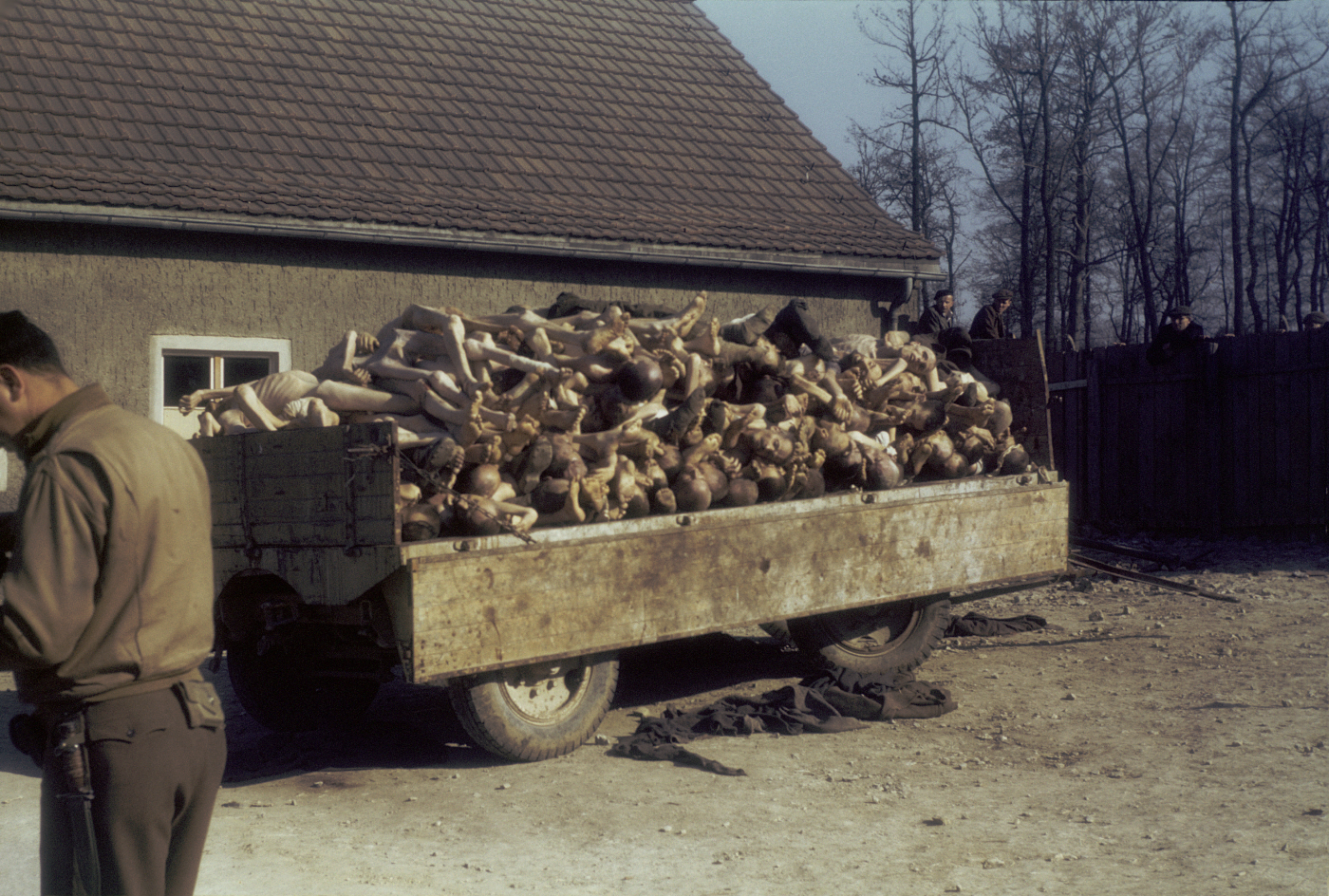
Corpos em um caminhão ao lado do crematório do campo de extermínio de Buchenwald

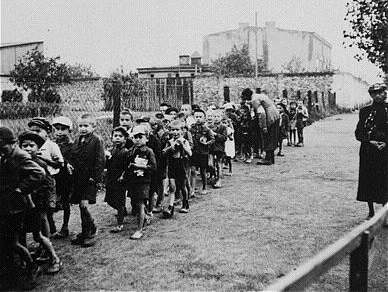
Crianças judias sendo enviadas para o campo de extermínio de Chełmno

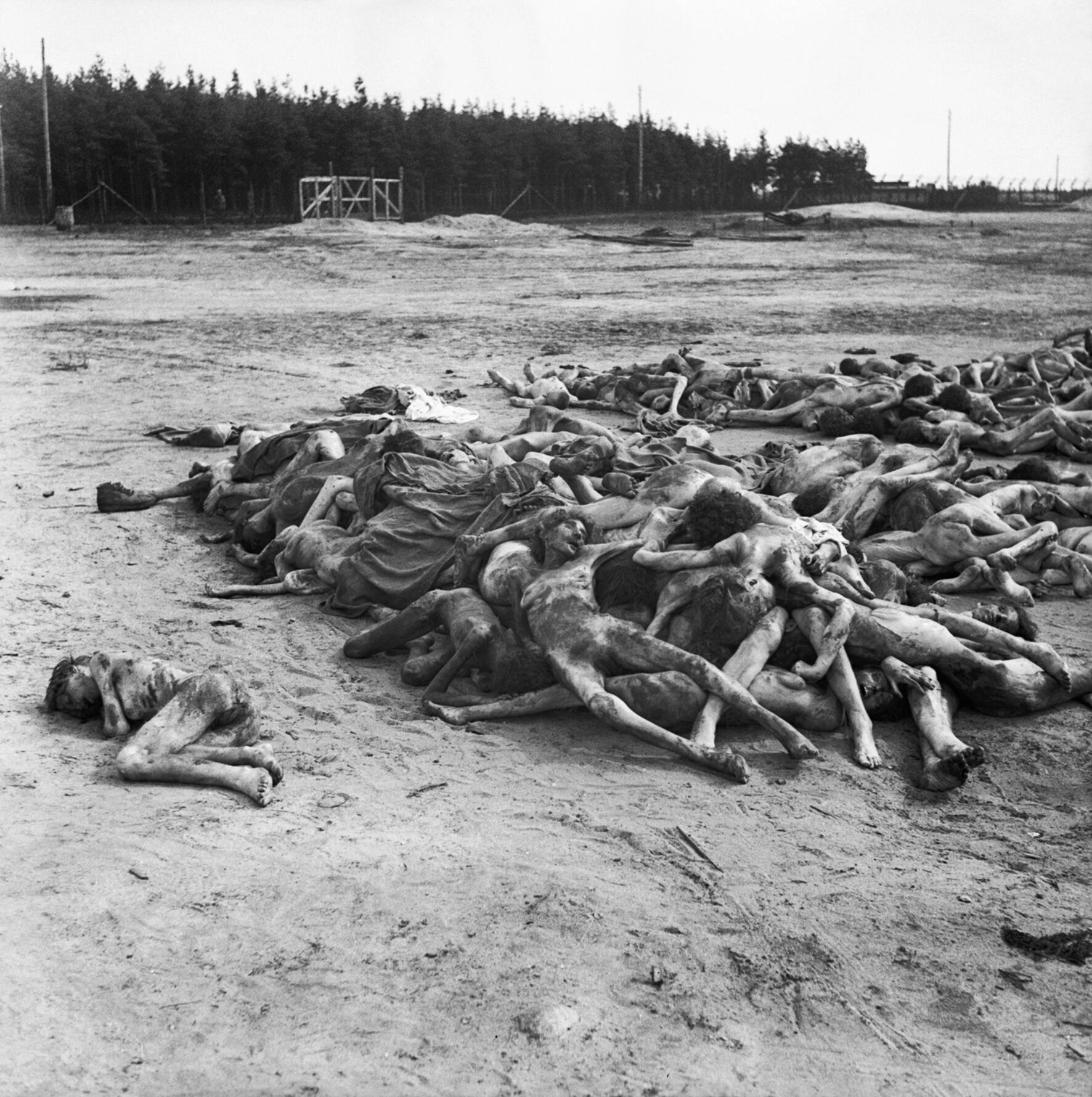
Pilha de corpos no interior do campo de concentração nazista de Bergen-Belsen, onde muitos judeus, poloneses e presos soviéticos capturados foram enviados para o trabalho forçado e, mais tarde, para o extermínio, em 1945

Em outros extermínios étnicos, considerações pragmáticas, como o controle do território e de recursos, eram fundamentais para a política de genocídio. O historiador e estudioso israelense Yehuda Bauer afirma que:
A motivação básica [do Holocausto] foi puramente ideológica, enraizada em um mundo ilusório da imaginação nazista, onde uma conspiração judaica internacional para controlar o mundo se opunha aos objetivos arianos. Até então nenhum genocídio tinha sido feito tão completamente baseado em mitos, em alucinações, no abstrato, em ideologias não pragmáticas — e que depois foi executado por meio de maneiras muito racionais e pragmáticas.
O historiador alemão Eberhard Jäckel escreveu em 1986 que uma característica distintiva do Holocausto era que:
Nunca antes um Estado com a autoridade de seu líder responsável decidiu e anunciou que um grupo humano específico, designadamente idosos, suas mulheres e seus filhos e crianças, seriam mortos o mais rápido possível e, em seguida, realizou esta resolução usando todos os meios de poder possíveis do Estado.
Os assassinatos eram sistematicamente realizados em praticamente todas as áreas do território ocupado pelos alemães onde agora estão 35 países europeus diferentes. O extermínio foi mais grave na Europa Central e Oriental, que tinha mais de sete milhões de judeus em 1939. Cerca de cinco milhões de judeus foram mortos, incluindo três milhões na Polônia ocupada e mais de um milhão na União Soviética. Centenas de milhares de pessoas também morreram nos Países Baixos, França, Bélgica, Iugoslávia e Grécia. A Conferência de Wannsee deixa claro que os nazistas tinham a intenção de levar a "solução final da questão judaica" ao Reino Unido e aos Estados neutros na Europa, como Irlanda, Suíça, Turquia, Suécia, Portugal e Espanha.
Qualquer pessoa com três ou quatro avós judeus era exterminada, sem exceção. Em outros genocídios, as pessoas podiam escapar da morte ao se converter a outra religião ou através de alguma outra forma de assimilação cultural. Esta opção não estava disponível para os judeus da Europa ocupada, a menos que seus avós tivessem se convertido antes de 18 de janeiro de 1871. Todas as pessoas com ascendência judaica recente deveriam ser exterminadas em terras controladas pela Alemanha nazista.

### Experimentos médicos
Uma característica distinta do genocídio nazista foi o uso extensivo de seres humanos em experimentos "médicos". De acordo com Raul Hilberg, "os médicos alemães eram altamente nazificados em comparação com outros profissionais, em termos de filiação partidária". Alguns realizaram experimentos nos campos de concentração de Auschwitz, Dachau, Buchenwald, Ravensbrück, Sachsenhausen e Natzweiler.

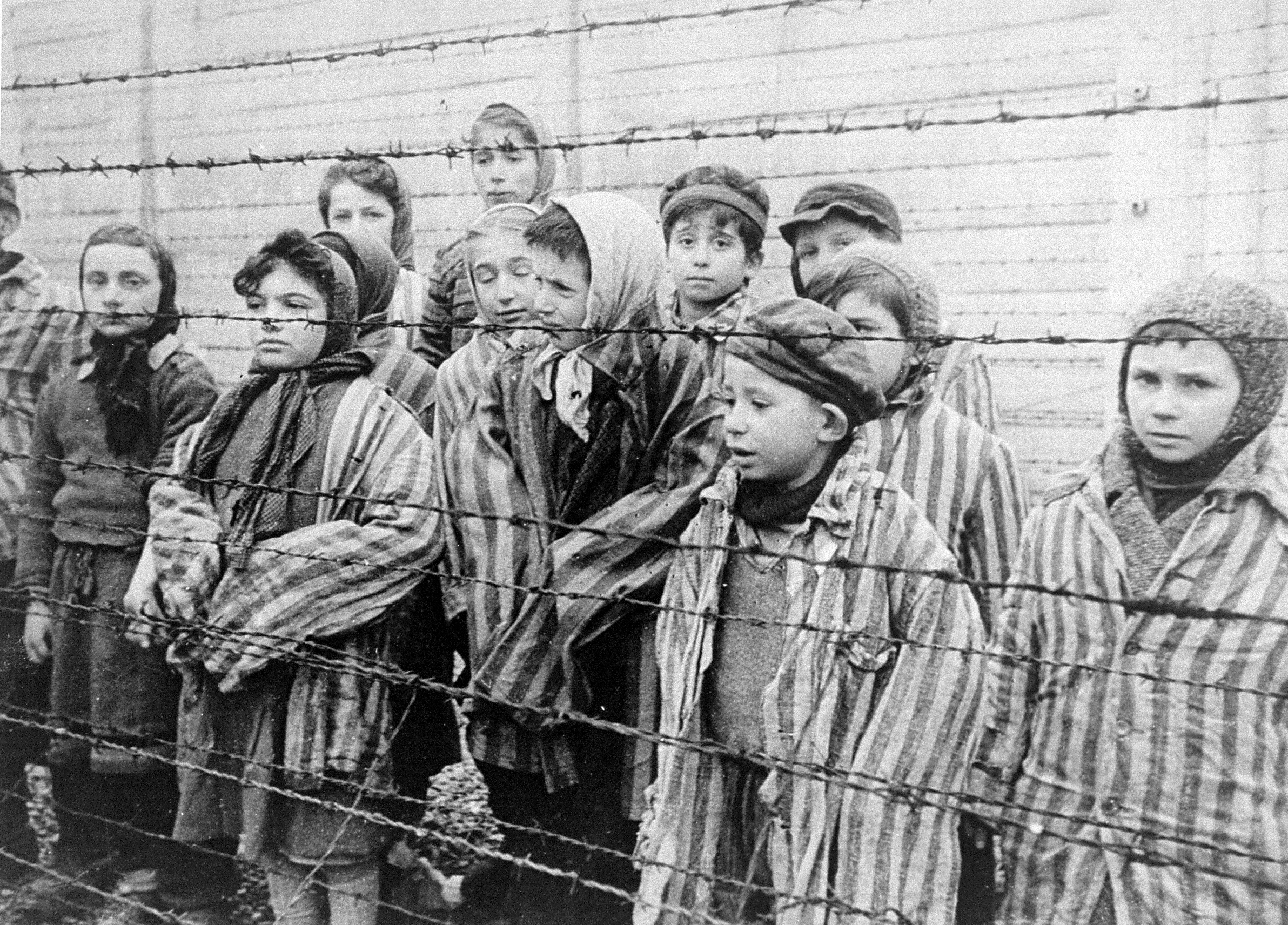
Crianças gêmeas eram mantidas vivas para serem usadas em experimentos médicos, como os realizados por Josef Mengele. Na imagem, crianças de Auschwitz libertas pelo Exército Vermelho, janeiro de 1945

O mais notório desses médicos foi o Dr. Josef Mengele, que trabalhou no campo de Auschwitz. Seus experimentos incluíam colocar os "objetos" de pesquisa em câmaras de pressão, testar drogas neles, congelá-los e, na tentativa de mudar a cor dos olhos, injetar substâncias químicas nos olhos de crianças, além de várias amputações e outros tipos de cirurgias. A extensão total do seu trabalho nunca será conhecida, porque os registros que ele enviou ao Dr. Otmar von Verschuer na Sociedade Kaiser Wilhelm foram destruídos por von Verschuer. Os indivíduos que sobreviveram aos experimentos de Mengele eram quase sempre mortos e dissecados logo depois.
Ele realizou muitos experimentos com crianças ciganas. Ele trazia doces e brinquedos para elas e pessoalmente levava-as para a câmara de gás. Elas o chamavam de "Onkel (tio) Mengele". Vera Alexander foi uma prisioneira judia em Auschwitz que cuidou de 50 pares de gêmeos ciganos:
Lembro-me de um par de gêmeos em especial: Guido e Ina, com cerca de quatro anos. Um dia, Mengele levou-os. Quando eles voltaram, estavam em um estado terrível: eles haviam sido costurados, entre as costas, como gêmeos siameses. Suas feridas ficaram infectadas e escorriam pus. Eles gritavam dia e noite. Então seus pais — eu lembro que Stella era o nome da mãe — conseguiram um pouco de morfina e mataram as crianças, para acabar com o seu sofrimento.

### Identificação de prisioneiros

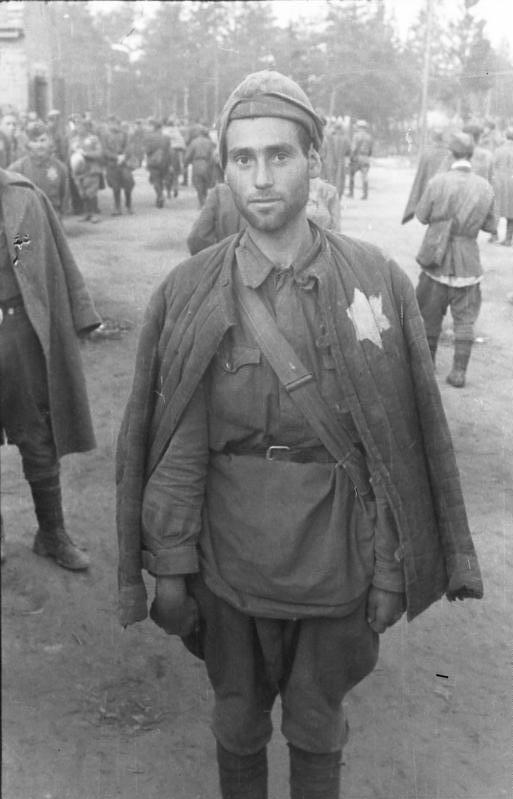
Prisioneiro de guerra soviético em agosto de 1941. Ao menos 50 mil soldados judeus foram mortos após a seleção

Face a enorme migração somada às grandes distâncias que separavam os campos de concentração das indústrias bélicas alemãs, para efeito de identificação fora dos campos em vez de números, os administradores tiveram que elaborar uma solução geométrica de identificação que pudesse ser visualizada rapidamente. Os prisioneiros foram requeridos a usar triângulos coloridos nas suas vestes, cujas cores respondiam por seus endereços em campos que geralmente atendiam a sua nacionalidade e preferência política etc.; essa solução tinha por objetivo facilitar as equipes de transportes (por caminhão) identificá-los mais rapidamente no retorno diário, evidentemente após cumprirem suas missões dos centros industriais aos campos.
Apesar de as cores variarem de campo para campo, as cores mais comuns eram:
- Triângulo amarelo: judeus — dois triângulos sobrepostos, para formar a Estrela de Davi, com a palavra Jude (judeu) inscrita; mischlings i.e., aqueles que eram considerados apenas parcialmente judeus, muitas vezes usavam apenas um triângulo amarelo.
- Triângulo vermelho: dissidentes políticos, incluindo comunistas
- Triângulo verde: criminoso comum. Criminosos de ascendência ariana recebiam frequentemente privilégios especiais nos campos e poder sobre outros prisioneiros (kapos e sonderkommandos).
- Triângulo púrpura (roxo): basicamente aplicava-se às Testemunhas de Jeová, que por objeção de consciência negavam-se a participar dos empenhos militares da Alemanha nazista e a renegar sua fé ao assinar uma declaração.
- Triângulo azul: imigrantes.
- Triângulo castanho: ciganos roma e sinti
- Triângulo negro: lésbicas e antissociais (alcoólatras e indolentes).
- Triângulo rosa: homossexuais.

### Campos de extermínio

Mapa do Holocausto na Europa, entre 1939 e 1945, com todos os campos extermínio, a maioria dos campos de concentração e as principais rotas de deportação

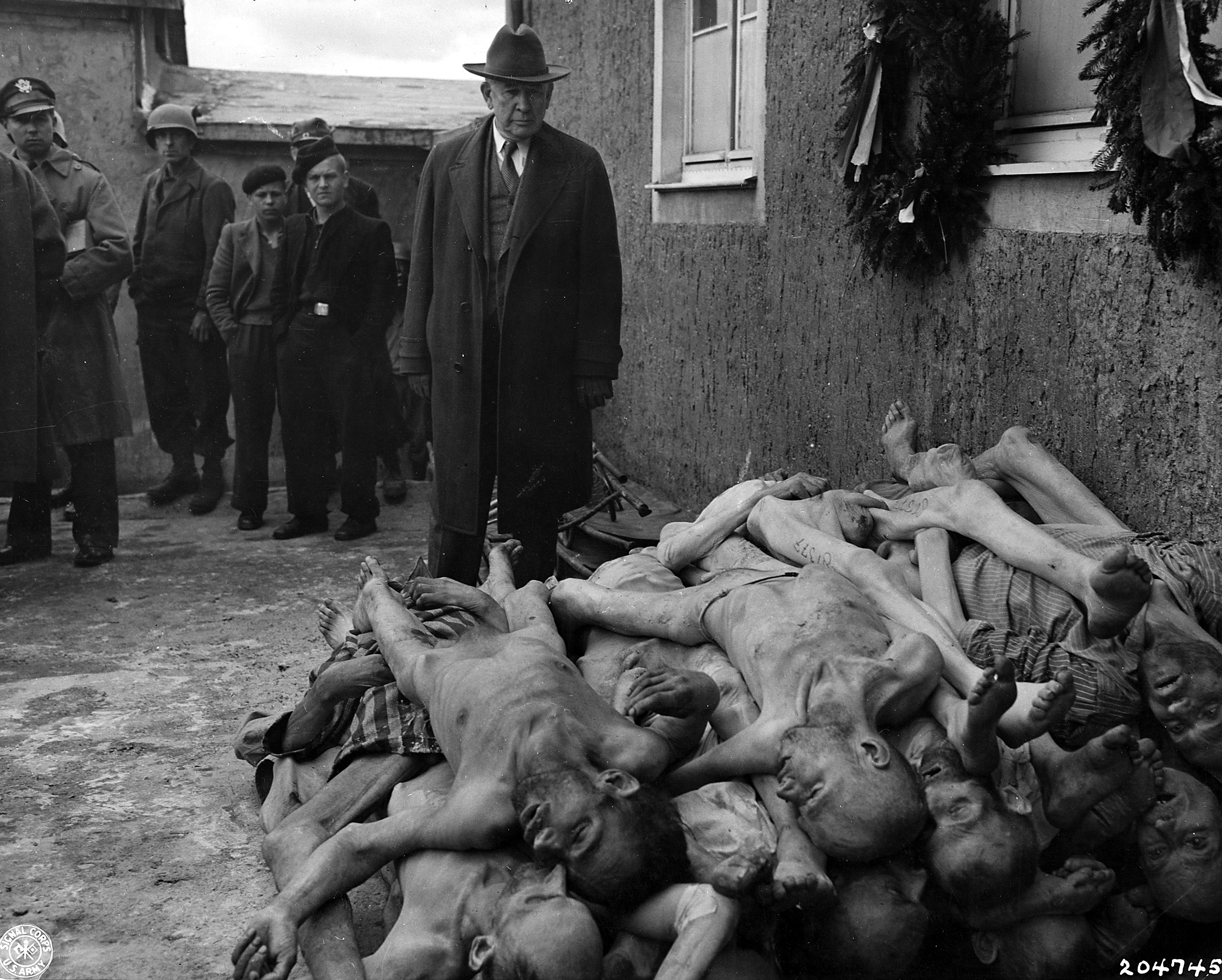
Senador estadunidense Alben W. Barkley, membro do comitê que investigava os crimes nazistas, ao lado de corpos de prisioneiros em Buchenwald

Durante 1942, além de Auschwitz, outros cinco campos foram designados como campos de extermínio (Vernichtungslager) para a realização do plano de Reinhard. Dois deles — Chełmno e Majdanek — já funcionavam como campos de trabalho forçado e agora iriam funcionar como instalações de extermínio. Três novos campos foram construídos com o único propósito de matar um grande número de judeus, tão rapidamente quanto possível, em Belzec, Sobibor e Treblinka. Um sétimo do campo de Trostinets Maly, na Bielorrússia, também foi usado para este objetivo. Jasenovac era um campo de extermínio, onde foram mortos principalmente sérvios.
Campos de extermínio são frequentemente confundidos com campos de concentração, como Dachau e Belsen, que eram localizados em sua maioria na Alemanha e eram lugares de prisão e trabalho forçados para uma variedade de inimigos do regime nazista (tais como comunistas e homossexuais). Eles também devem ser distinguidos dos campos de trabalho escravo, que foram criados em todos os países ocupados pelos alemães para explorar o trabalho de prisioneiros de vários tipos, incluindo prisioneiros de guerra. Em todos os campos nazistas eram muito altas as taxas de mortalidade por fome, doença e exaustão, mas apenas os campos de extermínio eram projetados especificamente para assassinatos em massa.
Havia um lugar chamado "a rampa" de onde os trens com os judeus vinham. Eles chegavam dia e noite, às vezes um por dia ou cinco vezes por dia... Constantemente, as pessoas da Europa Central foram desaparecendo e elas estavam chegando no mesmo lugar com a mesma ignorância do destino que tinham os ocupantes do transporte anterior. E as pessoas nessa massa... Eu sabia que dentro de poucas horas... noventa por cento iriam para as câmaras de gás.— Rudolf Vrba, que trabalhou na Judenrampe em Auschwitz de 18 de agosto de 1942 até 7 de junho de 1943.
Os campos de extermínio eram comandados por oficiais da SS, mas a maioria dos guardas eram auxiliares ucranianos ou do Báltico.

## Vítimas
| Vítimas                           | Mortos             | Fonte           |
| --------------------------------- | ------------------ | --------------- |
| Eslavos                           | 12,5 milhões       | [ 122 ]         |
| Judeus                            | 5,9 milhões        | [ 123 ]         |
| Prisioneiros de guerra soviéticos | 2–3 milhões        | [ 124 ]         |
| Poloneses                         | 1,8–2 milhões      | [ 125 ] [ 126 ] |
| Ciganos                           | 220 000–1,5 milhão | [ 127 ] [ 128 ] |
| Pessoas com deficiência           | 200 000–250 000    | [ 129 ]         |
| Maçons                            | 80 000–200 000     | [ 130 ] [ 131 ] |
| Eslovenos                         | 20 000–25 000      | [ 132 ]         |
| Homossexuais                      | 5 000–15 000       | [ 133 ]         |
| Testemunhas de Jeová              | 2 500–5 000        | [ 134 ]         |

O número de vítimas depende da forma como o termo "Holocausto" é utilizado. Donald Niewyk e Francis Nicosia escrevem no The Columbia Guide to the Holocaust que o termo é comumente definido como o assassinato em massa de mais de cinco milhões de judeus europeus. Eles afirmam ainda que "nem todo mundo acha essa uma definição totalmente satisfatória.", De acordo com Martin Gilbert, o número total de vítimas é de pouco menos de seis milhões de pessoas, cerca de 78 por cento dos 7,3 milhões de judeus que na época viviam na Europa ocupada. Timothy D. Snyder afirma que "o termo Holocausto é usado às vezes de outras duas maneiras: para se referir a todas as políticas de extermínio alemãs durante a guerra ou para se referir a toda a opressão aos judeus pelo regime nazista.".
As definições mais amplas incluem cerca de dois a três milhões prisioneiros de guerra soviéticos, dois milhões de poloneses, cerca de 1,5 milhão de ciganos, duzentos mil deficientes, dissidentes políticos e religiosos, quinze mil homossexuais e cinco mil Testemunhas de Jeová, elevando o número de mortos para cerca de onze milhões de pessoas. Uma definição mais abrangente incluiria seis milhões de civis soviéticos, elevando o número de mortos para dezessete milhões. Um projeto de pesquisa realizado pelo Museu Memorial do Holocausto dos Estados Unidos estima que de quinze a vinte milhões de pessoas morreram ou foram presas. R. J. Rummel estima que o total de mortos no democídio da Alemanha nazista seja de cerca de 21 milhões de pessoas. Outras estimativas colocam apenas as vítimas totais de cidadãos soviéticos em cerca de 26 milhões de pessoas mortas.

### Judeus

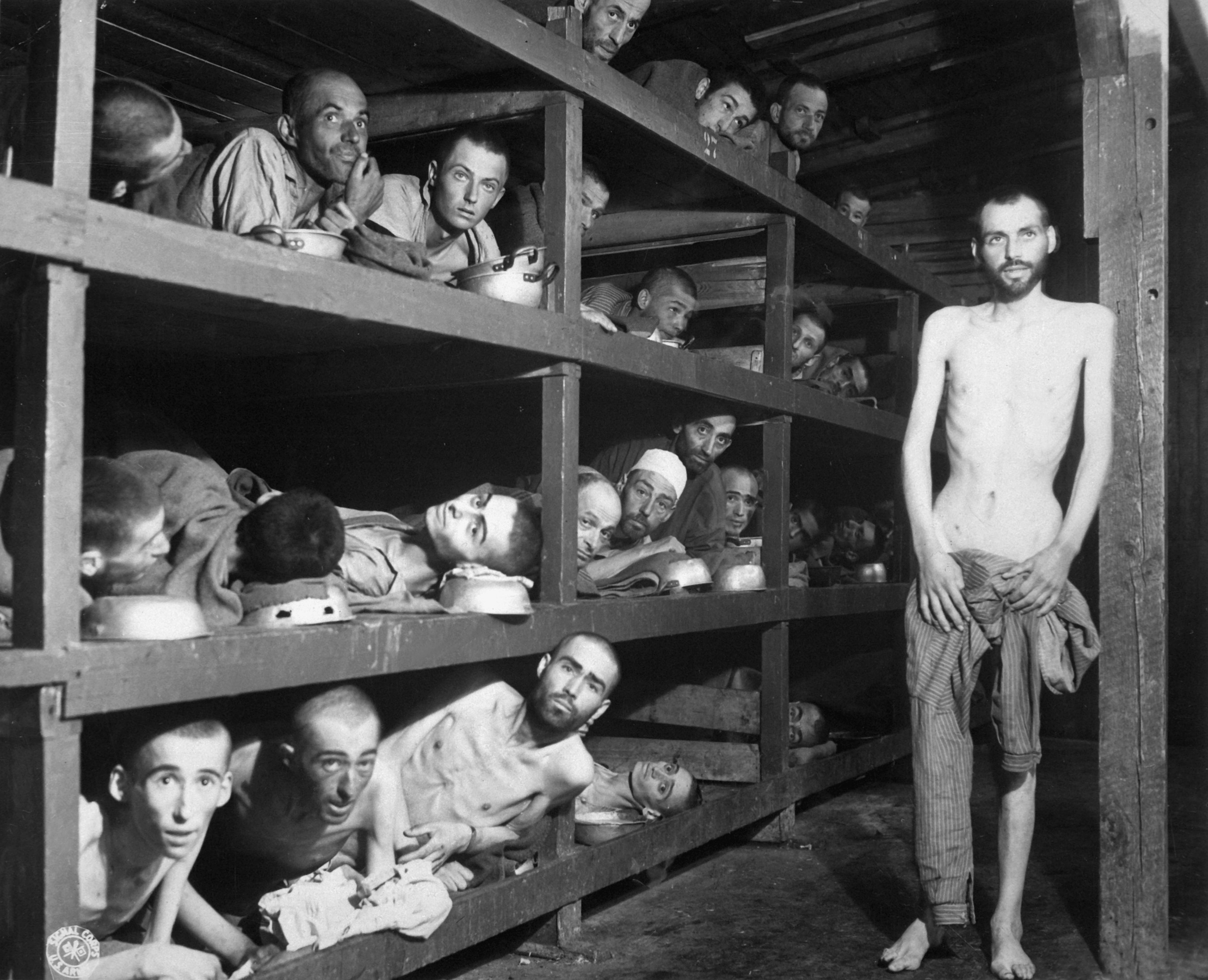
Campo de concentração de Buchenwald. Dia da libertação em 16 de abril de 1945. No segundo andar do beliche, o sétimo a contar da esquerda é Elie Wiesel, o Prêmio Nobel da Paz de 1986

Desde 1945, o número mais citado para o total de judeus mortos durante o Holocausto é o de seis milhões de pessoas. O Museu Yad Vashem em Jerusalém, Israel, afirma que não há estimativas precisas sobre o total de judeus mortos. O número mais comumente utilizado de seis milhões de mortos é atribuído a Adolf Eichmann, um alto funcionário da SS. Cálculos iniciais variam de cerca de 4,2 a 4,5 milhões de mortos no livro The Final Solution (1953), de Gerald Reitlinger (argumentando contra estimativas russas), e de 5,1 milhões, segundo Raul Hilberg, a 5,95 milhões, de acordo com o sociólogo israelense Jacob Lestschinsky. Israel Gutman e Robert Rozett, da Enciclopédia do Holocausto, estimam 5,59-5,86 milhões de mortes. Um estudo conduzido pelo historiador alemão Wolfgang Benz, da Universidade Técnica de Berlim, sugere 5,29-6,2 milhões de mortes. O Museu Yad Vashem afirma que as principais fontes para estas estimativas são comparações de censos anteriores à guerra e após o conflito, além de estimativas populacionais e documentos nazistas sobre deportações e assassinatos. Seu banco de dados central de nomes de Shoah vítimas detém atualmente cerca de três milhões de nomes de vítimas do Holocausto e que está acessível on-line. O Yad Vashem continua seu projeto de coletar os nomes de vítimas judias em documentos históricos e memórias pessoais.
A estimativa de Hilberg de 5,1 milhões de mortes na terceira edição de A Destruição dos Judeus Europeus inclui mais de 800 mil pessoas que morreram por "guetização e privação geral"; 1,4 milhão por fuzilamento ao ar livre e até 2,9 milhões que pereceram nos campos de extermínio. Hilberg estima que o número de mortes de judeus na Polônia seja de até três milhões. A estimativa de Hilberg é geralmente considerada conservadora, uma vez que normalmente inclui apenas as mortes que estão nos registros disponíveis, sem ajuste estatístico. O historiador britânico Martin Gilbert chegou a um "cálculo mínimo" de mais de 5,75 milhões de vítimas judias. Lucy S. Dawidowicz utilizou os dados do censo pré-guerra para estimar que 5 934 000 judeus morreram.

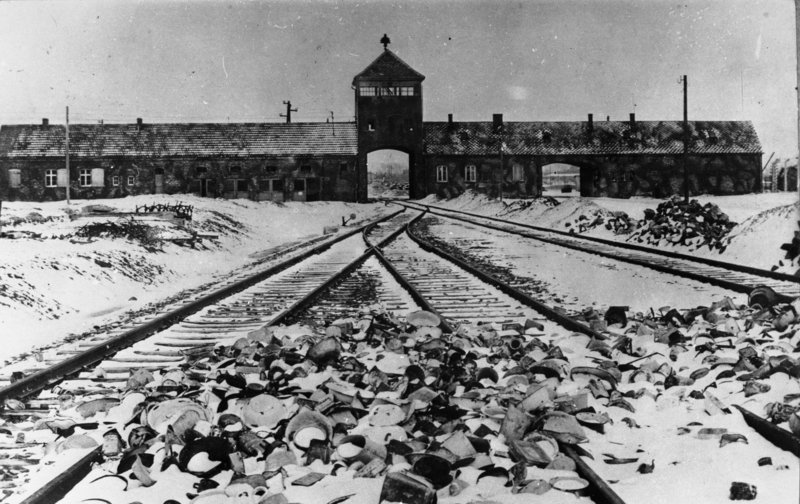
A entrada para Auschwitz-Birkenau em 1945

Havia de oito a dez milhões de judeus nos territórios controlados direta ou indiretamente pela Alemanha nazista (a incerteza decorre da falta de conhecimento sobre quantos judeus havia na União Soviética). Os seis milhões de mortos no Holocausto, portanto, representam 60 a 75 por cento destes judeus. Dos 3,3 milhões de judeus da Polônia, mais de 90 por cento foram mortos. A mesma proporção foi morta na Letônia e na Lituânia, mas a maioria dos judeus da Estônia foram evacuados a tempo. Dos 750 mil judeus na Alemanha e na Áustria em 1933, apenas cerca de um quarto sobreviveu. Embora muitos judeus alemães tenham emigrado antes de 1939, a maioria deles fugiu para Checoslováquia, França ou Países Baixos, de onde mais tarde foram deportados para a morte. Na Checoslováquia, na Grécia, nos Países Baixos e na Iugoslávia, mais de setenta por cento foram mortos. De cinquenta a setenta por cento dos judeus foram mortos na Romênia, na Bélgica e na Hungria. É provável que uma proporção similar tenha sido morta na Bielorrússia e na Ucrânia (ver: Holocausto na Ucrânia), mas estes números são menos certos. Entre os países com proporções de mortes menores estão Bulgária, Dinamarca, França, Itália, Noruega e Bélgica (ver: Holocausto na Bélgica). A Albânia foi o único país ocupado pela Alemanha que tinha uma população judaica significativamente maior em 1945 do que em 1939. Cerca de duas centenas de judeus nativos e mais de mil refugiados receberam documentos falsos, esconderijo (quando necessário) e, geralmente, aos judeus foi dado tratamento de honra em um país cuja população era 60% composta por muçulmanos. Além disso, o Império Japonês, como membro do Eixo, tinha sua própria versão das políticas alemãs em relação aos judeus, como no Gueto de Xangai, na China. Durante seu período de serviço na Lituânia, o diplomata Chiune Sugihara ajudou na fuga milhares de refugiados judeus.

### Eslavos

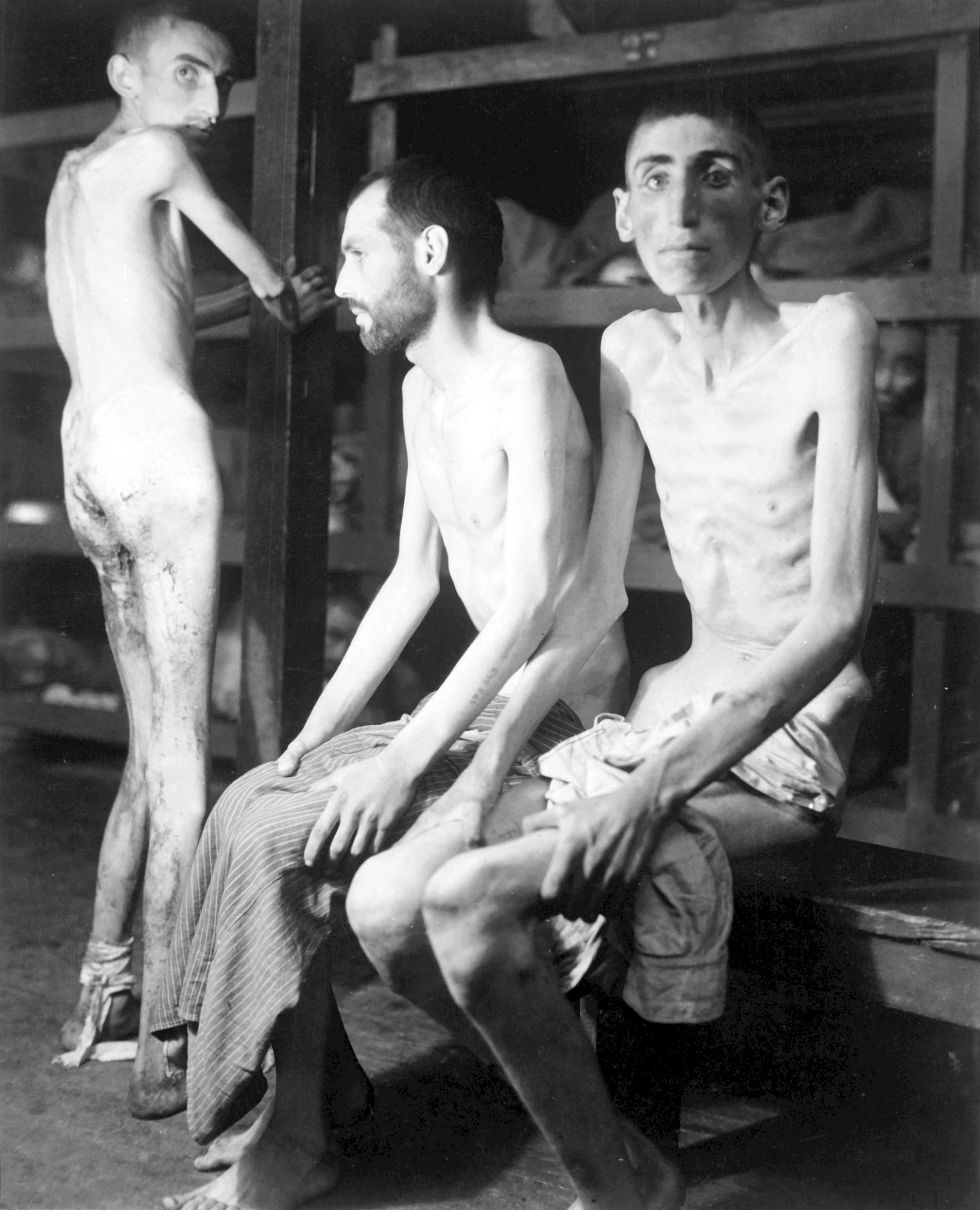
Estado deplorável de sobreviventes eslavos do campo de concentração Buchenwald

O Generalplan Ost (Plano Geral de Leste) de Heinrich Himmler, que era entusiasticamente apoiado por Hitler, envolveu, no verão de 1942, o extermínio, a expulsão ou a escravização da maioria ou de todos os povos eslavos em suas terras nativas, de modo a tornar esse território livre para colonos alemães viverem, algo que seria realizado ao longo de um período de vinte a trinta anos.
A autora e historiadora Doris L. Bergen escreveu: "eu gosto tanto do modo de escrever nazista, o Plano Geral Leste era cheio de eufemismos.... No entanto as suas intenções eram óbvias. Ele também deixou claro que as políticas alemãs em direção a diferentes grupos populacionais estavam intimamente ligadas. A colonização de alemães no leste; a expulsão, a escravização e a dizimação dos povos eslavos e o assassinato de judeus eram todos parte de um mesmo plano.".
Segundo o historiador William W. Hagen:
O Generalplan Ost... causou a diminuição das populações dos povos europeus localizados a leste através nas seguintes medidas: 85% dos poloneses; 75% dos bielorrussos; 65% dos ucranianos; 50% dos tchecos. Estas reduções enormes resultariam do "extermínio pelo trabalho" ou da dizimação através de desnutrição, doenças e controles reprodutivos.... O povo russo, uma vez subjugado na guerra, iria se juntar às quatro nações de língua eslava cujo destino estava prenunciado pelo Generalplan Ost.

#### Poloneses

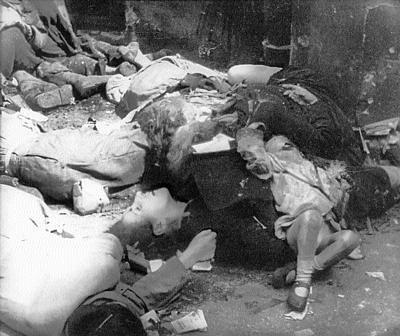
Civis poloneses fuzilados após o Levante do Gueto de Varsóvia

Os planejadores alemães clamaram, em novembro de 1939, pela "completa destruição" de todos os poloneses. "Todos os poloneses", Heinrich Himmler jurou, "vão desaparecer do mundo". O Estado polonês sob a ocupação alemã estava a ser limpo de poloneses étnicos e preparado para o assentamento de colonos alemães. Em 1952, os poloneses deveriam ser cerca de 3 a 4 milhões na antiga Polônia e apenas para servir como escravos dos colonos alemães. Eles deveriam ser proibidos de casar, de receber qualquer tipo de ajuda médica e, ao final, deixariam de existir. Em 22 de agosto de 1939, pouco mais de uma semana antes do início da guerra, Hitler declarou que "o objetivo da guerra é... destruir o inimigo fisicamente. É por isso que eu preparei, no momento só no leste, minhas formações de "Cabeças da Morte" com ordens para matar sem dó nem piedade todos os homens, mulheres e crianças de ascendência ou linguagem polonesa. Só assim podemos obter o espaço vital de que precisamos". Os planejadores nazistas decidiram que um genocídio de poloneses étnicos na mesma escala que o dos judeus não poderia acontecer no curto prazo, já que "como uma solução para a questão polonesa representaria um fardo para o povo alemão no longo prazo e em todos os lugares nos roubaria todo o entendimento, afinal os povos vizinhos teriam que contar, em algum momento apropriado, com um destino semelhante".
As ações adotadas contra os poloneses étnicos não chegaram à escala do genocídio dos judeus. A maioria dos judeus poloneses (talvez 90% da sua população pré-guerra) morreu durante o Holocausto, enquanto a maioria dos poloneses cristãos sobreviveram à brutal ocupação alemã. Entre 1,8 e 2,1 milhões de cidadãos poloneses não judeus pereceram em mãos alemãs durante o curso da guerra, dos quais cerca de quatro quintos eram poloneses étnicos, sendo o quinto restante composto por minorias étnicas de ucranianos e bielorrussos, a grande maioria delas civis. Pelo menos duzentos mil dessas vítimas morreram em campos de concentração, sendo cerca de 146 mil delas em Auschwitz. Muitos outros morreram como resultado de massacres, como na Revolta de Varsóvia, onde entre 120 mil e duzentos mil civis foram mortos.

### Ciganos

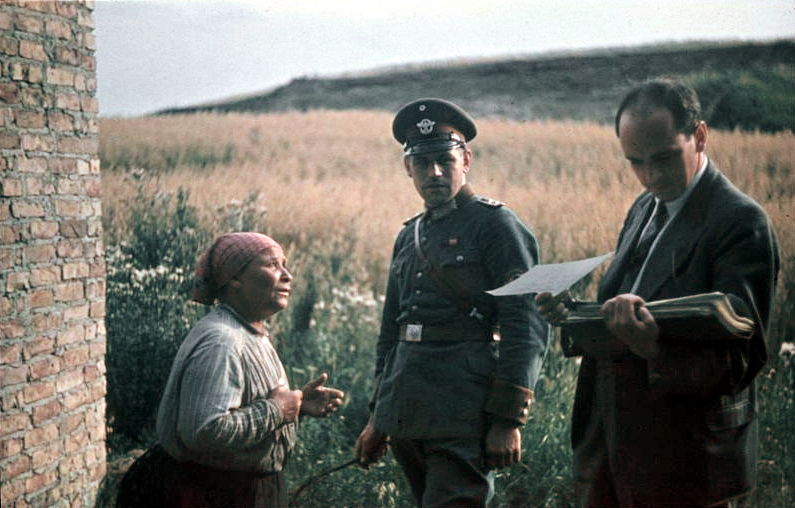
Uma mulher cigana com um oficial alemão e o psicólogo nazista Dr. Robert Ritter

A campanha de genocídio de Hitler contra os povos ciganos da Europa era vista por muitos como uma aplicação particularmente bizarra da ciência racial nazista (ver: Nazismo e raça).
Antropólogos alemães foram forçados a enfrentar o fato de os ciganos serem descendentes dos invasores arianos, que regressaram à Europa. Ironicamente, isto torna-os não menos arianos que os próprios alemães, pelo menos na prática, senão em teoria. Este dilema foi solucionado pelo professor Hans Gunther, um conhecido cientista racial, que escreveu:
Os ciganos retiveram na verdade alguns elementos da sua origem nórdica, mas eles descendem das classes mais baixas da população dessa região. No decurso da sua migração, eles absorveram o sangue dos povos circundantes, tornando-se assim uma mistura racial oriental, asiática-ocidental com uma adição de ascendência indiana, centro-asiática e europeia.
Como resultado, apesar de medidas discriminatórias, alguns grupos de ciganos de etnia romena, incluindo as tribos alemãs dos Sinti e Lalleri, foram dispensados da deportação e morte. Os ciganos restantes sofreram muito como os judeus (em alguns momentos foram ainda mais degradados). Um famoso Sinti vitimado pelo Holocausto foi o campeão nacional alemão de boxe, Johann Trollmann. No leste europeu, os ciganos foram deportados para os guetos judeus, abatidos pela SS Einsatzgruppen nas suas vilas e deportados e gaseados em Auschwitz e Treblinka.
Donald Niewyk e Frances Nicosia afirmam que o número de mortos foi de pelo menos 130 mil dos quase um milhão de Roms e Sinti que viviam na Europa controlada pelos nazistas. Michael Berenbaum afirma que as estimativas de acadêmicos sérios situam-se entre 90 mil e 220 mil. Um estudo de Sybil Milton, historiador sênior do Museu Memorial do Holocausto dos Estados Unidos, calculou uma mortalidade de pelo menos 220 mil e, possivelmente, mais perto de quinhentos mil, mas este estudo explicitamente exclui o Estado Independente da Croácia, onde o genocídio de ciganos foi intenso. Martin Gilbert estima um total de mais de 220 mil dos 700 mil ciganos na Europa. Ian Hancock, diretor do Programa de Estudos Ciganos da Universidade do Texas em Austin, argumenta a favor de um maior número, entre quinhentos mil e 1,5 milhão de mortos. Hancock escreve que, proporcionalmente, o número de mortos iguala "e quase certamente ultrapassa o de vítimas judias".

### Prisioneiros de guerra soviéticos

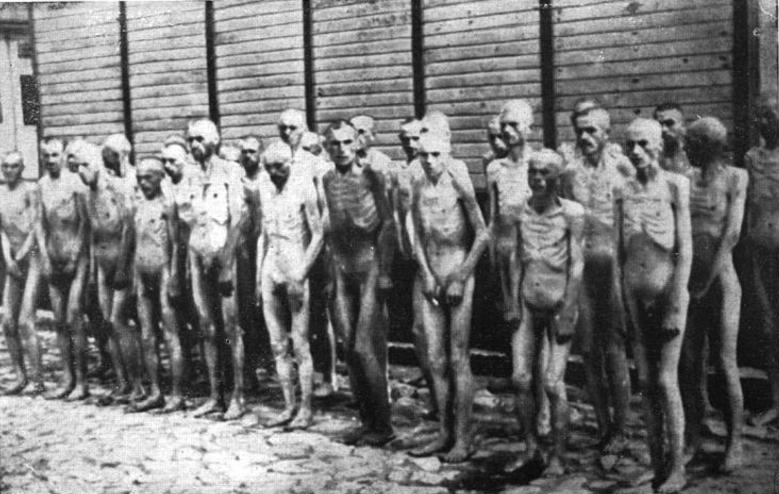
Presos políticos soviéticos no campo de concentração de Mauthausen

De acordo com o rabino e escritor norte-americano Michael Berenbaum, entre dois e três milhões de prisioneiros de guerra soviéticos, ou cerca de 57 por cento de todos os prisioneiros de guerra soviéticos, morreram de fome, maus-tratos ou execuções entre junho de 1941 e maio de 1945 e a maioria das pessoas durante o seu primeiro ano de cativeiro. De acordo com outras estimativas de Daniel Goldhagen, cerca de 2,8 milhões de prisioneiros de guerra soviéticos morreram em oito meses entre 1941 e 1942, com um total de 3,5 milhões em meados de 1944. O Museu Memorial do Holocausto estima que 3,3 milhões dos 5,7 milhões de prisioneiros de guerra soviéticos morreram sob a custódia alemã, em comparação com 8 300 de 231 mil prisioneiros britânicos e norte-americanos, respectivamente. As taxas de mortalidade diminuíram à medida que os prisioneiros de guerra eram necessários para trabalhar como escravos para ajudar no esforço de guerra alemão; em 1943, meio milhão deles tinham sido implantados como trabalhadores escravos.

### Deficientes físicos e mentais

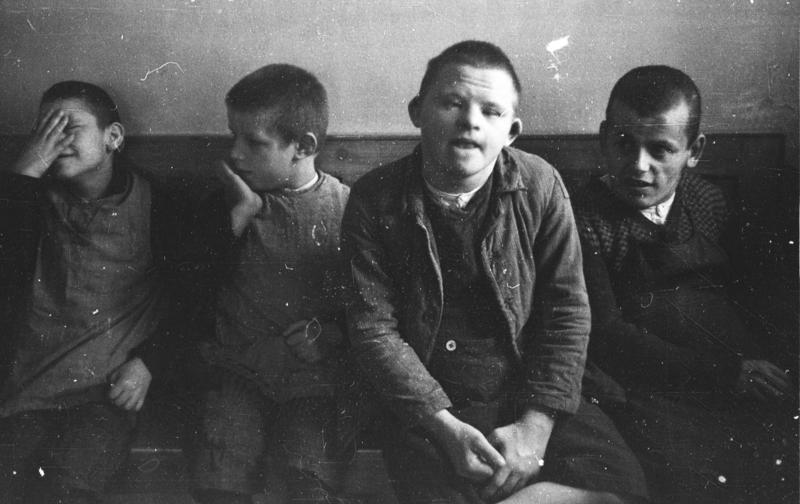
Pacientes no Hospital Psiquiátrico de Schönbrunn, 1934. Foto de Franz Bauer, da SS

O Aktion T4 foi um programa criado em 1939 para manter a "pureza" genética da população alemã através do extermínio ou da esterilização de cidadãos alemães e austríacos que fossem classificados como deficientes físicos ou mentais.
Entre 1939 e 1941, de oitenta a cem mil adultos, cinco mil crianças e mil judeus em instituições médicas foram mortos. Fora das instituições de saúde mental, os valores são estimados em 20 mil (de acordo com o Dr. Georg Renno, o vice-diretor do Castelo de Hartheim, um dos centros de eutanásia) ou quatrocentos mil (de acordo com Frank Zeireis, o comandante do campo de concentração de Mauthausen). Outros 300 mil foram esterilizados à força. No geral estima-se que mais de duzentas mil pessoas com transtornos mentais de todos os tipos foram condenadas à morte, embora o seu assassinato em massa tenha recebido relativamente pouca atenção histórica. Junto com os deficientes físicos, pessoas que sofriam de nanismo também foram perseguidas. Muitas foram colocadas em exposição em gaiolas e sofreram experimentos médicos feitos pelos nazistas. Apesar de não serem formalmente obrigados a participar, psiquiatras e instituições psiquiátricas estiveram no centro do embasamento, planejamento e execução dessas atrocidades em cada estágio e "constituíram a ligação" com a aniquilação dos judeus e de outras pessoas "indesejáveis" durante o Holocausto. Depois de fortes protestos por parte das igrejas católicas e protestantes alemãs em 24 de agosto de 1941, Hitler ordenou o cancelamento do programa T4.

### Homossexuais

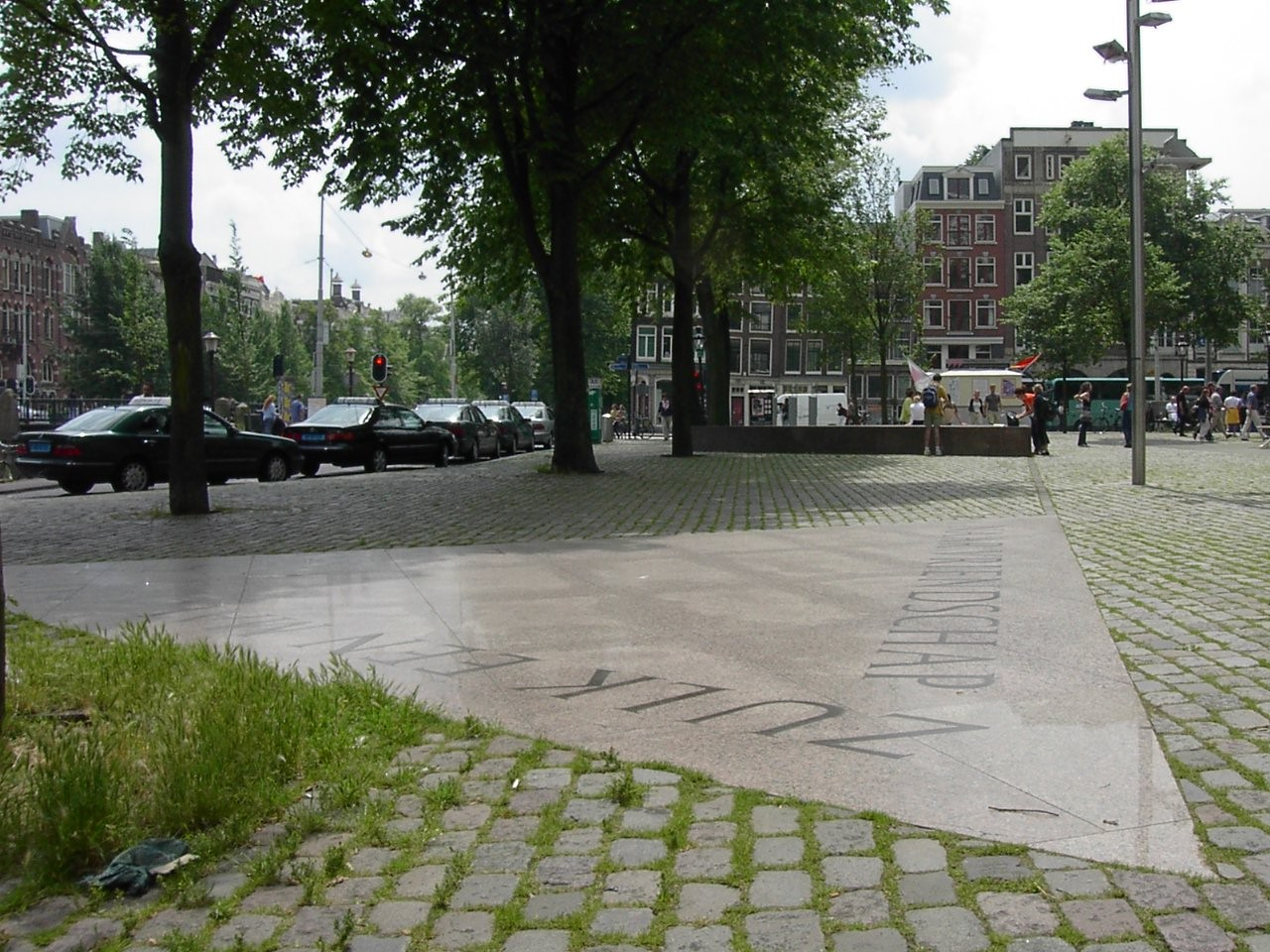
O Homomonument em Amsterdã, Países Baixos, feito em homenagem aos homossexuais mortos pela Alemanha nazista

Estima-se que entre cinco mil e quinze mil homossexuais alemães foram enviados para campos de concentração. James D. Steakley afirma que o que importava na Alemanha era a intenção em vez de atos criminosos e a "gesundes Volksempfinden" ("sensibilidade saudável das pessoas") tornou-se o principal princípio jurídico normativo. Em 1936, Himmler criou o Escritório Central do Reich para o Combate à Homossexualidade e ao Aborto. A homossexualidade foi declarada contrária ao "sentimento popular saudável" e, consequentemente, os homossexuais foram considerados como "profanadores do sangue alemão". A Gestapo invadiu bares gays, indivíduos foram rastreados através das agendas de endereços daqueles que já tinham sido presos, listas de assinaturas de revistas gays foram utilizadas para perseguir homossexuais e a população era estimulada a denunciar suspeitas de comportamento homossexual e a examinar o comportamento de seus vizinhos.
Dezenas de milhares foram condenados entre 1933 e 1944 e enviados para campos de "reabilitação", onde eram identificados por braçadeiras amarelas. Os triângulos rosa posteriores eram usados no lado esquerdo do casaco e direito da calça. Centenas foram castrados por ordem judicial. Eles foram humilhados, torturados, usados em experimentos hormonais realizados por médicos da SS e então mortos. Steakley afirma que o conhecimento da extensão do sofrimento dos homossexuais durante a guerra foi surgindo de forma lenta. Muitas vítimas mantiveram suas histórias em segredo, porque a homossexualidade permaneceu criminalizada na Alemanha do pós-guerra. Cerca de dois por cento dos homossexuais alemães foram perseguidos pelos nazistas.

### Maçons

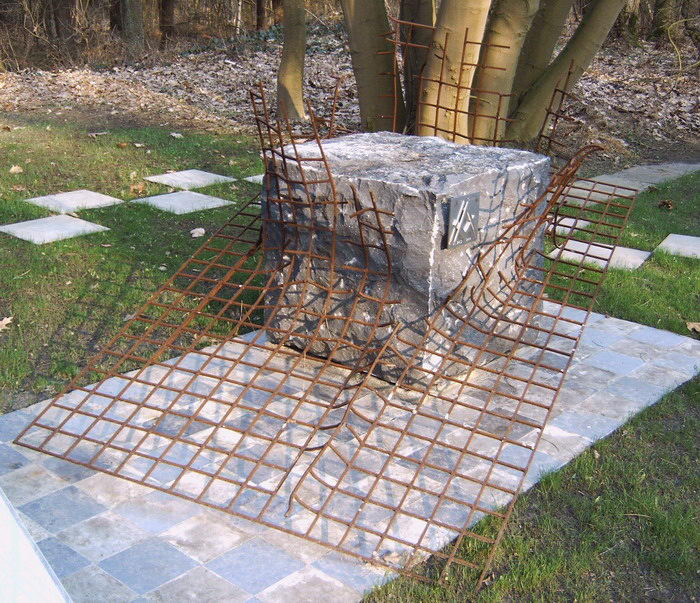
Memorial para a Loge Liberté chérie, fundada em novembro de 1943 no Alojamento 6 de campo de Emslandlager, uma das duas únicas Lojas Maçônicas fundadas em um campo de concentração nazista

Em Mein Kampf, Hitler escreveu que a maçonaria "sucumbiu" aos judeus: "A paralisia pacifista geral do instinto nacional de autopreservação começou pela Maçonaria e então foi transmitida às massas da sociedade pela imprensa judaica". Dentro do Reich, no entanto, a "ameaça" representada por maçons não foi considerada grave de meados dos anos 1930 em diante. O próprio Heydrich estabeleceu um museu da maçonaria, no qual Eichmann passou algum tempo no início de sua carreira, para o que ele considerava como um "culto desaparecido". Da mesma forma, Hitler ficou satisfeito por emitir uma proclamação em 27 de abril de 1938, cujo terceiro ponto levantava restrições à adesão ao partido por ex-maçons, "desde que os requerentes não tenham servido em uma Loja como membros de alto grau." O Führer ainda mantinha a maçonaria dentro de sua visão conspiracionista, mas seus seguidores não foram perseguidos de forma sistemática como os judeus. Os maçons que eram enviados para campos de concentração como prisioneiros políticos eram forçados a usar um triângulo vermelho invertido.
O Museu Memorial do Holocausto afirma que é difícil estimar o número exato de vítimas "porque muitos dos maçons que foram presos também eram judeus e/ou membros da oposição política, não se sabe quantos indivíduos foram colocados em campos de concentração nazistas e/ou foram perseguidos só porque eram maçons". A Grande Loja da Escócia, no entanto, estima que o número de maçons mortos fique entre 80 mil e duzentos mil.

### Testemunhas de Jeová

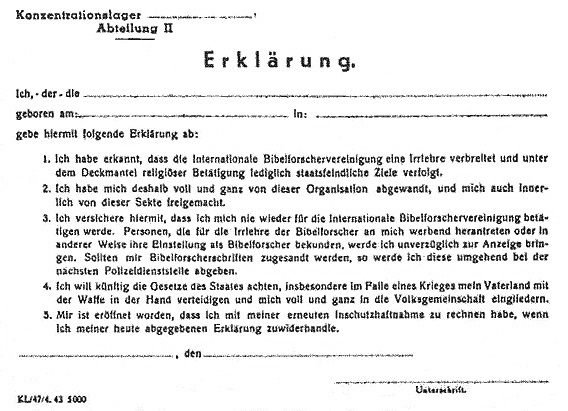
Declaração de renúncia à fé que as Testemunhas Jeová eram obrigadas a assinar para serem libertadas

Ao se recusarem a jurar lealdade ao partido nazista ou a servir ao exército, cerca de doze mil Testemunhas de Jeová foram forçados a usar um triângulo roxo e foram colocados em campos de concentração, onde lhes foi dada a opção de renunciar a sua fé e submeter-se à autoridade do Estado nazista. Entre 2 500 e 5 000 pessoas foram mortas. O historiador Detlef Garbe, diretor do Neuengamme Memorial, em Hamburgo, Alemanha, afirma que "nenhum outro movimento religioso resistiu à pressão para se conformar com o nacional-socialismo com unanimidade e firmeza comparáveis".
De acordo com o historiador Abraham Peck, os judeus eram vítimas do Holocausto sem opção e os testemunhas-de-Jeová, por opção. Segundo Peck, "A perseguição nazista contra as Testemunhas de Jeová visava à erradicação da religião. Por conseguinte, as Testemunhas de Jeová recebiam dos nazistas a oferta de liberdade, caso renunciassem à sua fé. A maioria das Testemunhas preferiu sofrer e enfrentar a morte junto com as outras vítimas do nazismo a apoiar a ideologia nazista de ódio e violência".
Ben Abraham, escritor e jornalista nascido polonês e naturalizado brasileiro, passou cinco anos e meio em campos de concentração, onde conheceu pessoalmente Testemunhas de Jeová. Ele disse: "A diferença entre as Testemunhas e todos os prisioneiros é que, se renunciassem à sua fé e se comprometessem a denunciar os outros que praticavam a mesma crença, seriam soltas na hora. Mas preferiam permanecer presas a renunciar à fé".

## Impacto e consequências

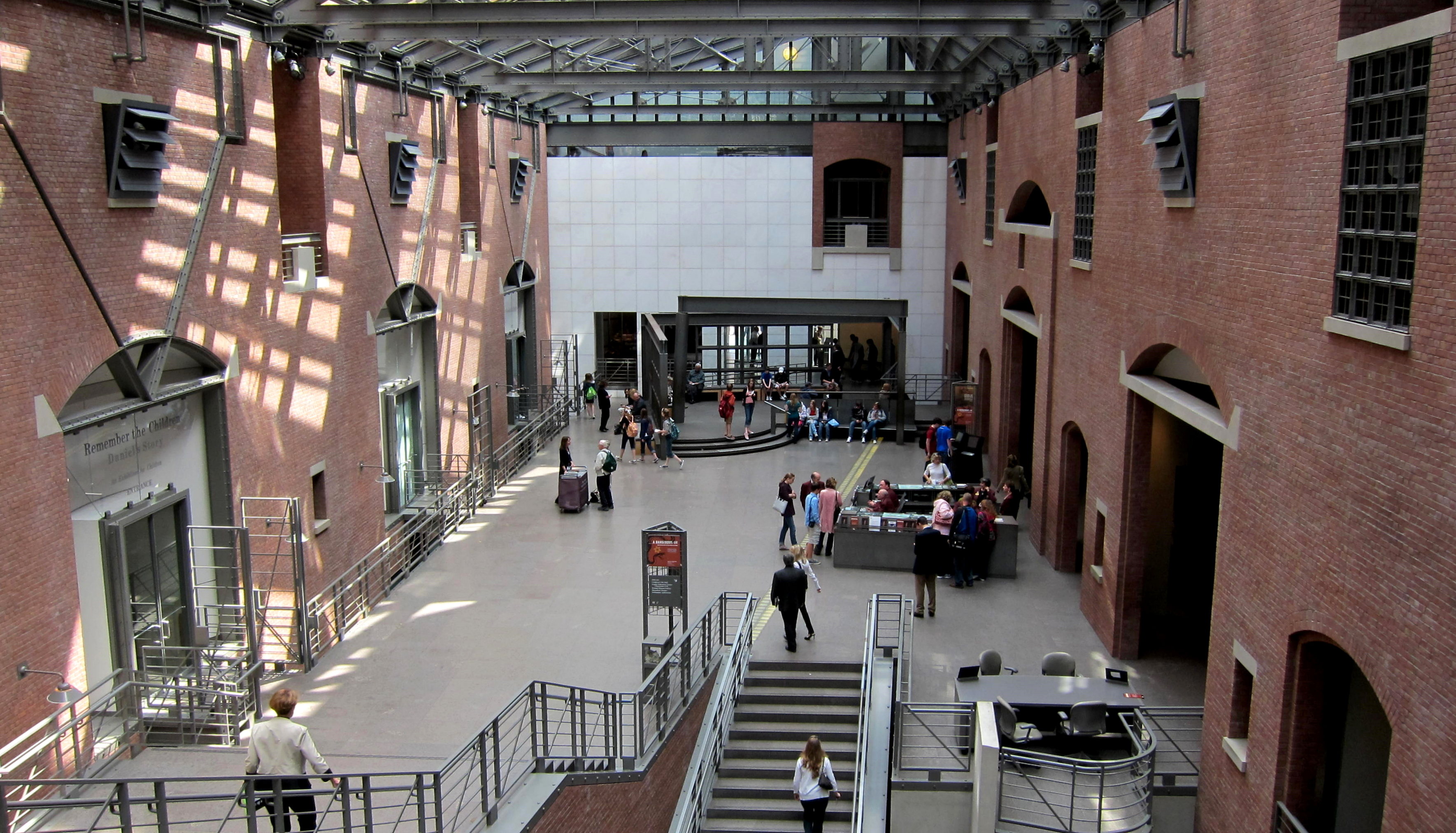
Museu Memorial do Holocausto dos Estados Unidos, em Washington, D.C.

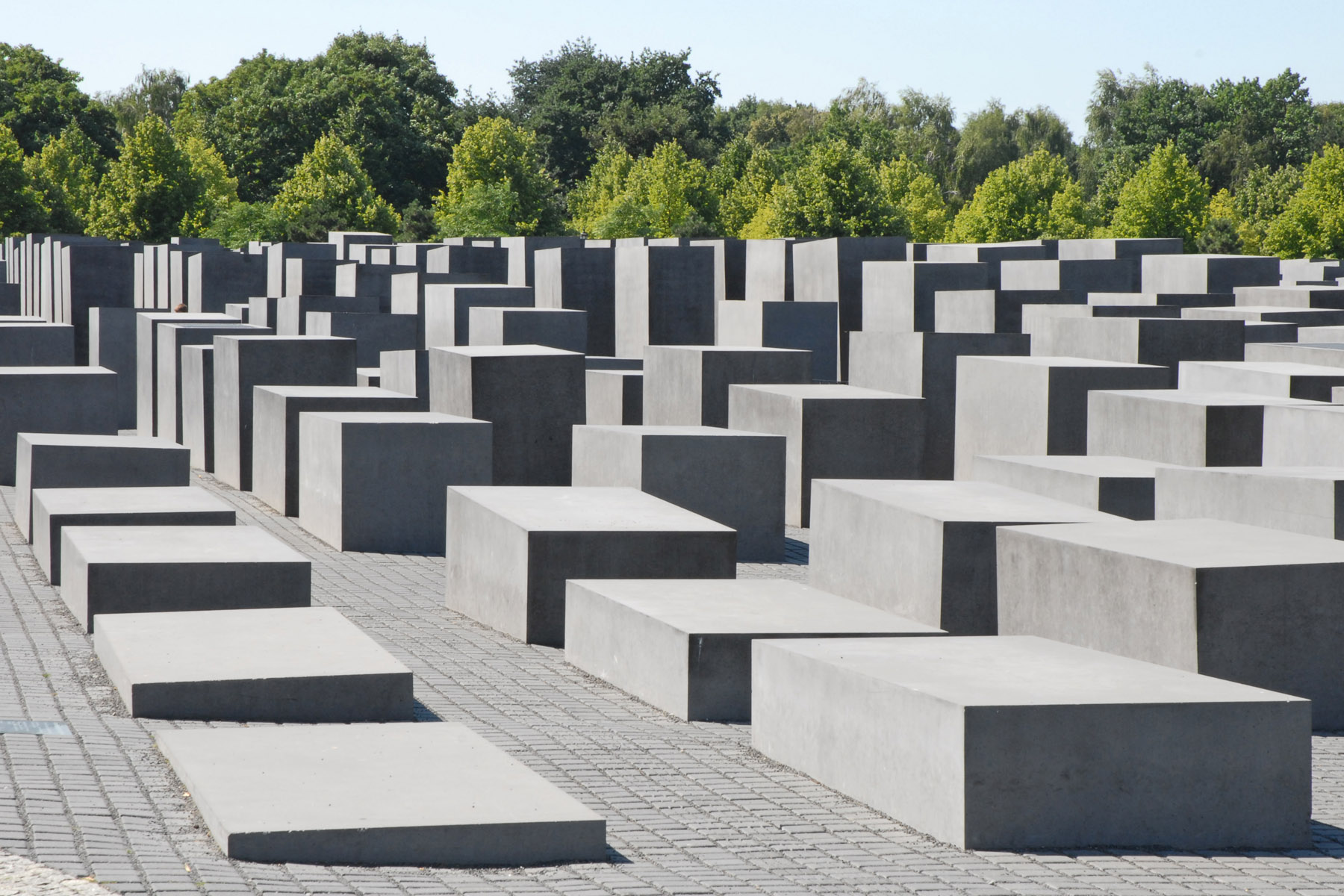
Memorial aos Judeus Mortos da Europa, em Berlim, Alemanha

As consequências do Holocausto judeu tiveram um efeito profundo sobre a sociedade, tanto na Europa quanto no resto do mundo. Seu impacto pode ser sentido em discussões teológicas, atividades artísticas e culturais e decisões políticas. O destino dos sobreviventes do Holocausto também se tornou uma questão importante, uma vez que levou à criação do Estado de Israel através da diáspora judaica.
O Holocausto deixou milhões de refugiados, incluindo muitos judeus que tinham perdido a maior parte ou todos os seus bens e familiares, e muitas vezes ainda tinham de enfrentar o persistente antissemitismo em seus países de origem no período pós-guerra. O plano original dos Aliados era o de repatriar essas "pessoas deslocadas" para seus países de origem, mas muitos se recusaram ou não puderam voltar, visto que suas casas ou comunidades haviam sido destruídas. Como resultado, mais de 250 mil sobreviventes definharam em campos de refugiados durante anos após o fim da guerra. Como a maioria das pessoas deslocadas não podiam ou não queriam voltar para suas antigas casas na Europa e como as restrições à imigração para muitos países ocidentais ainda eram grandes, a Palestina tornou-se o principal destino para muitos refugiados judeus. No entanto, os povos árabes locais se opuseram à imigração, o Reino Unido recusou-se a permitir que os refugiados judeus migrassem para o Mandato Britânico na Palestina e muitos países do bloco soviético tornaram a emigração difícil. Ex-guerrilheiros judeus na Europa, juntamente com o Haganah na Palestina, organizaram um grande esforço para contrabandear judeus para a Palestina, chamado Berihá, que transportou 250 mil judeus para o mandato. Em 1952, os campos de desalojados judeus foram fechados, com mais de oitenta mil judeus nos Estados Unidos, cerca de 136 mil em Israel e outros 20 mil em outros países, como Canadá e África do Sul.
Antes da Segunda Guerra Mundial, havia de onze a treze milhões falantes do idioma iídiche no mundo. O Holocausto, porém, levou a um dramático e súbito declínio no uso do iídiche, visto que várias comunidades judaicas, tanto seculares quanto religiosas, que utilizavam o iídiche no seu dia a dia foram, em grande parte, destruídas. Cerca de 5 milhões, ou 85%, das vítimas do Holocausto eram falantes de iídiche. Nas décadas que precederam a Segunda Guerra Mundial, houve um enorme crescimento no reconhecimento do iídiche como língua oficial europeia judaica. Visto como um renascimento iídiche, houve grandes progressos na imprensa e na literatura iídiche, incluindo obras educativas e científicas, através dos anos 1930, em particular nos países do Leste Europeu, como a Polônia. Começando com a invasão nazista da Polônia em 1939 e depois com a destruição da cultura iídiche na Europa durante o restante da guerra, a língua e a cultura iídiche foram quase completamente erradicadas da Europa, com nenhuma chance de recuperar o seu estatuto como uma língua internacional para tentar unificar a diáspora judaica em todo o mundo.

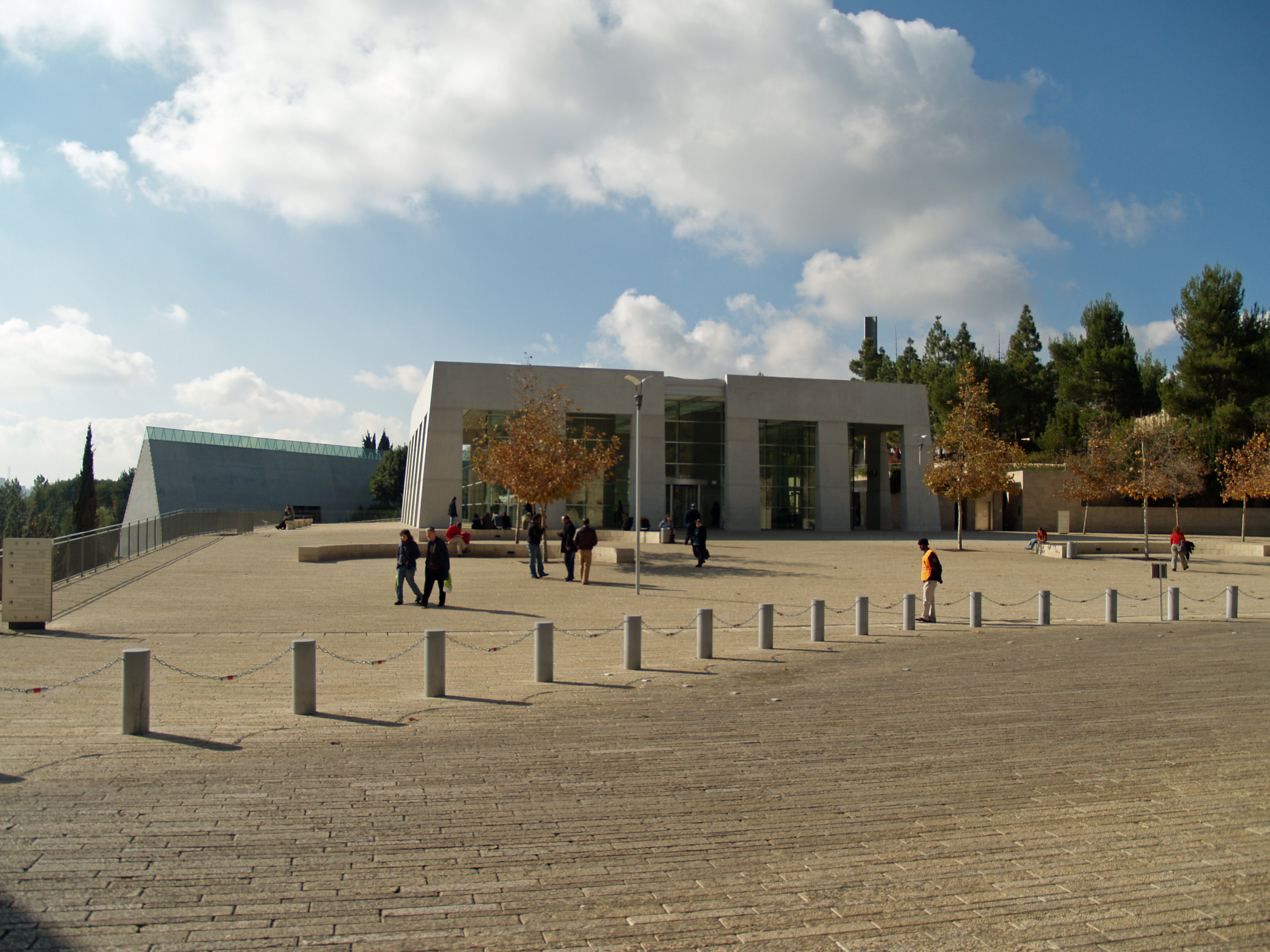
O memorial e museu Yad Vashem em Jerusalém, Israel

Por conta da magnitude do Holocausto, muitos teólogos têm reexaminado os pontos de vista teológicos clássicos sobre a bondade e as ações de Deus no mundo. Alguns crentes e ex-crentes questionam se as pessoas ainda podem ter alguma fé em Deus depois do Holocausto e algumas das respostas teológicas para estas perguntas são exploradas na teologia do Holocausto. Nela judeus ortodoxos dizem os motivos por que eles acreditam que o Holocausto aconteceu e, em um grau mais extremo, por que eles sentiram que os judeus da Europa mereciam morrer.
Theodor Adorno disse a famosa frase de que "escrever poesia depois de Auschwitz é bárbaro" e o Holocausto, de fato, teve um impacto profundo na arte e na literatura, tanto para judeus quanto para não judeus. Algumas das mais famosas obras são de sobreviventes ou vítimas do Holocausto, como Elie Wiesel, Primo Levi, Viktor Frankl e Anne Frank, mas há um conjunto substancial de literatura e arte em muitas línguas. Na verdade, Paul Celan escreveu seu poema Todesfuge como uma resposta direta à frase de Adorno.
O Holocausto também foi o tema de muitos filmes, incluindo os vencedores do Oscar A Lista de Schindler, O Pianista e A Vida é Bela. Com o envelhecimento da população de sobreviventes do Holocausto, tem havido uma crescente atenção nos últimos anos para preservar a memória do genocídio. O resultado inclui grandes esforços para documentar suas histórias, como o projeto Survivors of the Shoah e o documentário Four Seasons, bem como instituições dedicadas à memória e ao estudo do Holocausto, como o Yad Vashem, em Israel, e o Museu Memorial do Holocausto, nos Estados Unidos, e datas como o Dia Internacional da Lembrança do Holocausto.

## Teorias

### Funcionalismo versus Intencionalismo
Um tema frequente nos estudos contemporâneos sobre o Holocausto é a questão de funcionalismo versus intencionalismo. Os intencionalistas acham que o Holocausto foi planejado por Hitler desde o início. Funcionalistas defendem que o Holocausto foi iniciado em 1942 como resultado do fracasso da política nazista de deportação e das iminentes perdas militares na Rússia. Eles dizem que as fantasias de exterminação delineadas por Hitler em Mein Kampf e outra literatura nazista eram mera propaganda (ver: Propaganda nazi) e não constituíam planos concretos (curiosamente esta foi também a estratégia da argumentação da defesa dos nazistas perante os julgamentos de Nuremberga). Autoridades do governo nazista tentaram destruir as provas do Holocausto. Uma destas tentativas foi a operação Sonderaktion 1005.
Outra controvérsia relacionada foi iniciada recentemente pelo historiador Daniel Goldhagen, que argumenta que os alemães em geral sabiam e participaram com convicção no Holocausto, que teria a sua origem num antissemitismo alemão profundamente enraizado. Goldhagen vê na Igreja cristã uma origem desse antissemitismo (ver: Cristianismo e antissemitismo). No seu livro A Igreja Católica e o Holocausto – uma análise sobre culpa e expiação, Goldhagen reflete sobre passagens do Novo Testamento claramente antissemitas. Numa conferência que fez em Munique em 2003, Goldhagen colocou a seguinte questão:
Se em vez de frases como "pelos seus pecados os judeus têm de ser punidos", ou '"os judeus desagradam a Deus e são inimigos de todos os homens", Paulo de Tarso tivesse escrito no Novo Testamento semelhantes frases sobre outro grupo qualquer, os negros por exemplo, será que não se poderia dizer que o Novo Testamento é racista?
Outros afirmam que sendo o antissemitismo inegável na Alemanha, o extermínio foi desconhecido a muitos e teve de ser posto em prática pelo aparelho ditatorial nazista. Goldhagen explora também o fato de milhões de alemães terem participado nas atrocidades, afirmando depois da guerra, se acusados (o que raramente aconteceu), que eles tinham de seguir ordens para evitar represálias. No entanto, houve alguns casos de alemães que se recusaram a participar nas matanças maciças e outros crimes e que não foram punidos em forma nenhuma pelos nazistas. Alemães casados com judeus que optaram por se manter com o seu companheiro permaneceram não castigados e suas esposas judias sobreviveram.

### Revisionistas e negadores
Algumas pessoas que duvidam do Holocausto são classificadas como negacionistas do Holocausto. Esses pesquisadores afirmam que muito menos de seis milhões de judeus tiveram seus últimos dias nos campos de concentração e que as mortes não foram o resultado da política deliberada dos alemães. Este grupo, não reconhecido academicamente por historiadores e pesquisadores, alega que o Holocausto definitivamente nunca existiu. Esta tese é normalmente acompanhada de números que entram em choque com os números amplamente aceitos.
É comum que esta ideia seja associada imediatamente ao racismo, ao nazismo e ao neo-nazismo. Muitos que acreditam na versão histórica afirmam categoricamente que o negacionismo é uma forma de antissemitismo. Muitos negacionistas, por outro lado, afirmam não serem antissemitas, e que querem meramente contar a história como deve ser. Estas pessoas dizem que estão contentes por menos pessoas terem sido mortas do que previamente julgado e que desejam que outras pessoas interpretem os dados negacionistas como boas notícias. Porém, muitas vezes é possível identificar a divulgação de informações antissemitas nos mesmos meios ou pelas mesmas pessoas que divulgam essas ideias.
O negacionismo do Holocausto possui pouquíssimos defensores no meio acadêmico, por se tratar de uma doutrina sem bases documentais fiáveis e profundamente eivadas de distorções de caráter ideológico. Além disso, a abundância de provas em contrário, confirmando o Holocausto, torna a defesa pública do negacionismo praticamente impossível (ver: Discurso de Posen). Ainda assim, em alguns países, como a França, Alemanha, Áustria, Suíça e Israel, o negacionismo do Holocausto é um crime. Em outros, como Canadá, Austrália e Brasil, são passíveis de outras sanções.
Nesse último, o Brasil, o negacionismo é associado ao antissemitismo e este foi considerado uma forma de racismo, crime hediondo, que, segundo o parecer jurídico do Supremo Tribunal Federal, sujeita o infrator à pena máxima. Em 20 de novembro de 2011, foi inaugurado o Museu do Holocausto de Curitiba.

### Ramificações políticas
O Holocausto teve várias ramificações políticas e sociais que se estendem até ao presente. A necessidade de encontrar um território para muitos refugiados judeus levou a uma grande imigração para o Mandato Britânico da Palestina, que na sua maior parte se tornou naquilo que é hoje o moderno Estado de Israel. Esta imigração teve um efeito direto nos árabes da região, levando ao conflito israelo-árabe e ao conflito israelo-palestiniano.

### Em língua portuguesa
- Finkelstein, Norman G., A Indústria do Holocausto, São Paulo: Editora Record, 2001, ISBN 85-01-06017-8
- Roney Cytrynowicz, Memória da Barbárie, São Paulo: EDUSP/Nova Stella, 1990.
- Daniel J. Goldhagen, Uma dívida moral: A Igreja Católica e o Holocausto, Editora Notícias, Coleção Biblioteca de História, 2004
- Inga Clendinnen, Um olhar Sobre o Holocausto, Editora Prefácio
- História, Memória, Literatura. O testemunho na era das catástrofes, org. por M. Seligmann-Silva, Campinas: Editora da UNICAMP, 2003.
- Stéphane Bruchfeld e Paul A. Levine - Contai aos vossos filhos… - gótica 2000

### Em língua inglesa
- Art Spiegelman, Maus (I and II) Pantheon Books 1991 N.Y., New York
- John V. H. Dippel, Bound Upon a Wheel of Fire: Why so many German Jews made the tragic decision to remain in Nazi Germany, Basic Books, 1996, hardback, ISBN 0-465-09103-2.
- Martin Gilbert, Auschwitz and the Allies, Henry Holt and Company, 1982, hardback, ISBN 0-03-059284-4. A devastating account of how the Allies responded to the news of Hitler's mass-murder.
- Daniel J. Goldhagen, Hitler's Willing Executioners: Ordinary Germans and the Holocaust, New York: Knopf, 1996, hardback, ISBN 0-679-44695-8.
- Norman G. Finkelstein, Ruth Bettina Birn, A nation on trial: the Goldhagen thesis and historical truth, Owl books, 1998, hardback, ISBN 0-929087-75-5. Criticizes Goldhagen's methods and theses.
- Christopher R. Browning, Ordinary Men, Perennial, 1998 (reprint), ISBN 0-06-099506-8.
- Raul Hilberg, Perpetrators, Victims, Bystanders: The Jewish Catastrophe 1933-1945, HarperCollins Publishers, 1992, hardcover, ISBN 0-06-019035-3.
- Raul Hilberg, The Destruction of the European Jews, Yale University Press, 2003, revised hardcover edition, ISBN 0-300-09557-0
- Deborah Lipstadt, Denying the Holocaust: The Growing Assault on Truth and Memory, Plume (The Penguin Group), 1994, hardback, ISBN 0-02-919235-8.
- Karl A. Schleunes, The Twisted Road to Auschwitz: Nazi Policy Toward German Jews, 1933-1939. Urbana: University of Illinois, 1990, hardback, ISBN 0-252-00092-7. An argument for functionalism.
- Art Spiegelman, Maus I: A Survivor's Tale: My Father Bleeds History, Pantheon Books, New York, 1991, hardback, ISBN 0-394-54155-3
- Art Spiegelman, Maus II: A Survivor's Tale: And Here my Troubles Began, Pantheon Books, New York, 1991, hardback, ISBN 0-394-55655-0. Comic book format; story is of author's father, a survivor.
- John Weiss, Ideology of Death: Why the Holocaust Happened in Germany,1997, paperback, ISBN 1-56663-174-2.

### Em língua portuguesa
- «Enciclopédia do Holocausto»
- «O Holocausto e a Segunda Guerra Mundial»
- «Material sobre o Holocausto no Portal NetJudaica.Com.Br»
- «Vários episódios do Holocausto»
- «O museu do Holocausto em Washington»
- «Documentário Triângulos Roxos - As vítimas esquecidas.»
- «Sobre a exposição Holocausto — execução e repercussão no Museu Histórico de Berlim». (página da Deutsche Welle)

### Em outras línguas
- «United States Holocaust Memorial Museum». (em inglês e espanhol)
- «Yad Vashem». (em hebraico, inglês e russo)
- «Le Centre commémoratif de l'Holocauste à Montréal». (em francês e inglês)
- «Shoah» (em alemão)
- «Millersville University Annual Holocaust Conference» (em inglês)
- «The Holocaust Chronicle» (em inglês)
- «The Holocaust Chronology (PBS)» (em inglês)
- «Holocaust History» (em inglês)
- «Deathly Silence: Everyday People in the Holocaust (por Plater Robinson)» (em inglês)
- «Remember Our Faces--Teaching about the Holocaust» (em inglês)
- «Testemunho Audio do Dr. Walter Ziffer, Gravado em 11 de Abril de 2004» (em inglês). O Dr. Walter Ziffer, o último sobrevivente do Holocausto residente em Asheville, no estado norte-americano de North Carolina em 11 de Abril de 2004, discute o seu internamento em diversos campos, bem como as implicações teológicas do Holocausto